# 인류세

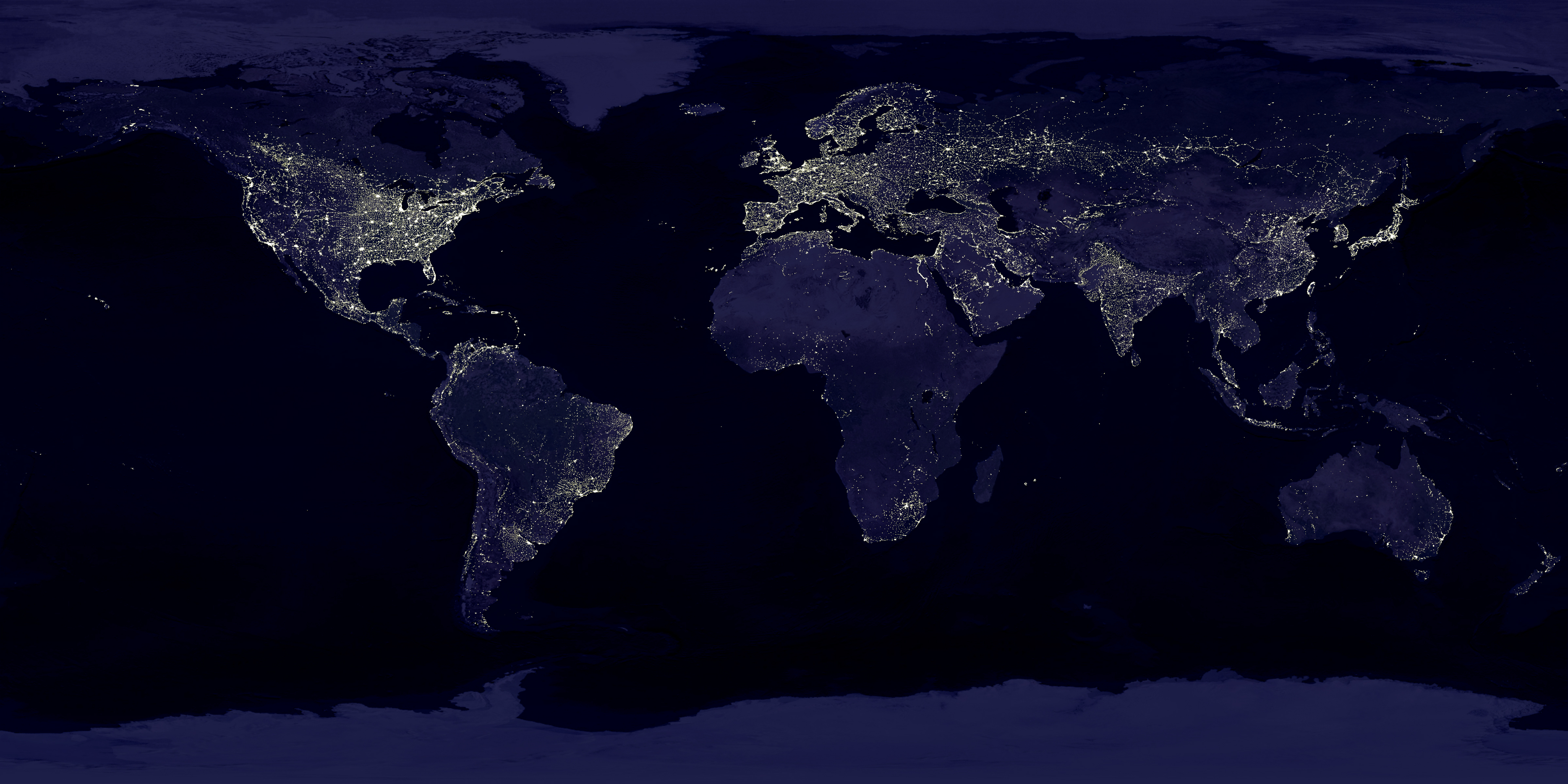
밤에 인구가 밀집하는 지역에서 인간 활동에 의해 발생하는 광공해.

인류세(人類世, Anthropocene)는 인류가 지구 지질이나 생태계에 미친 영향에 주목하여 제안된 지질 시대의 구분 중 하나다. 지구온난화와 같은 기후 변화, 대량절멸에 의한 생물 다양성의 상실, 인공 물질의 확대, 화석 연료의 연소나 핵실험에 의한 퇴적물의 변화 등이 주요 특징이며 이들은 모두 인류 활동이 원인으로 꼽힌다. 또한 방사선, 대기 중의 이산화 탄소, 플라스틱, 콘크리트가 인류세를 대표하는 물질로 언급되며 한 해 600억 마리가 소비되는 닭고기의 닭뼈를 인류세의 최대 지질학적 특징으로 꼽기도 한다.
오존홀을 연구하여 노벨 화학상을 받은 파울 크뤼천이 대중화시켰다. 학계에서도 자주 사용되는 용어이며 정식 지질 연대로 포함돼야 할지는 아직 논의가 이어지고 있지만 언젠가 독립된 지질 시대로 공인될 것으로 전망한다. 인류세가 언제부터 시작하는지에 대해서도 다양한 제안이 있는데 1만 2,000년 전 신석기 혁명이 일어났을 때를 시점으로 삼아야 한다는 주장이 있으며 반대로 1900년경이나 1960년대 이후처럼 상대적으로 늦은 시점을 언급하는 경우도 있어 그 폭이 상당히 넓다. 대기 변화를 기준으로 삼아 산업 혁명을 시점으로 주장하기도 한다. 인류세에서도 가장 가까운, 제2차 세계 대전 이후는 특히 사회경제적 변화나 지구 환경의 변동이 극적인 차이를 보이기 때문에 이 시기를 가리켜 대전환(Great Acceleration)이라고도 한다.

## 어원
인류세의 영문 표현인 Anthropocene은 사람을 뜻하는 anthropo-에 세를 뜻하는 접미사 -cene가 결합한 것이다. 또한 -cene는 새롭다는 뜻을 가진 고대 그리스어 단어 καινός(kainos)에서 유래한 것이다.
미국의 생태학자 유진 F. 스토머가 1980년대 처음 사용한 것으로 알려져 있으며 네덜란드의 대기학자 파울 크뤼천이 보급했다. 스토머도 자신이 인류세라는 용어를 1980년대부터 사용하기 시작했지만 크뤼천이 내게 연락하기 전까지 그 단어는 세상에 제대로 통용되지 못했다고 술회했다.
2000년 2월 23일 쿠에르나바카에서 개최된 국제 지구권-생물권 프로그램(IGBP) 제15회 과학위원회 회의에서 홀로세에 관한 발언을 듣던 크뤼천은 더 이상 홀로세가 현재를 표현하기에 적절하다고 볼 수 없다는 생각이 들었다. 11,700년에 달하는 홀로세 안에서도 석기 시대의 인류와 지구 전체에 영향을 미칠 수 있게 된 인류는 큰 차이가 있기에 우리는 이미 인류세에 진입한 것이 아닌가라고 크뤼천은 생각했고 발언했다. 순간 조용해진 회의는 곧바로 인류세에 대한 의논을 시작했다. 큰 반향에 놀란 크뤼천은 이미 스토머가 인류세라는 용어를 사용했다는 것을 알게 되어 연락한 뒤 5월 IGBP 뉴스레터에 공저 논문을 발표했다. 이 논문은 1페이지에 불과했지만 2002년 다시 「인류의 지질학」이라는 논문을 《네이처》에 발표했고 이때부터 인류세란 용어가 점차 확산하기 시작했다. 크뤼천은 인류세를 은유로서 해석했다고 한다.

## 근거 가설
인류세 개념의 근거가 되는 주요 가설은 두 가지로 하나는 대전환이고 또 하나는 지구 위험 한계선이다. 인류의 활동이 전지구적 환경에 미치는 영향에 대한 가설은 2010년대 이후 증가했으며 두 가지 외에도 여섯 번째 대량절멸이나 피드백 효과에 관한 리스크 가설 등도 있다.

### 대전환
사회경제적 시스템과 지구 시스템의 12가지 지표가 20세기 후반부터 급속히 상승 국면을 보인다는 가설이다. 시작 시점은 1945년, 1950년대 등이 있으며 2004년 IGBP가 간행한 서적 『글로벌 변동과 지구 시스템 - 핍박하는 지구 환경』에서 처음 제기됐다.
사회경제적 시스템의 12가지 지표는 인구, 국내총생산, 해외 직접 투자, 도시 인구, 일차 에너지 사용, 화학 비료 사용, 큰 댐, 물 위기, 제지, 교통, 원격 통신, 해외 여행을 말하며 지구 시스템의 12가지 지표는 이산화 탄소, 아산화 질소, 메테인, 오존층, 지구 표면 온도, 해양 산성화, 어획량, 새우 양식, 연안 질소 증가와 이로 인한 바다의 부영양화와 무산소화, 열대 우림과 밀림 지역의 상실, 토지 이용 증대, 육상 생물종의 추정 절멸률을 말한다. 이 지표들은 20세기 후반부터 급속히 증가하고 있으며 이는 지구 환경이 악화하고 있음을 나타낸다. 대전환이라는 개념이 보급되기 전까지는 지구 환경 문제는 단순히 온난화와 같은 개별적인 지표 분석에 한정되어 있었다.
6,500만 년 전에 있었던 칙술루브 충돌체의 낙하처럼 과거의 재해와의 유의점과도 비교된다. 충돌체가 낙하한 사실 자체는 지질학적 규모에서 순식간의 일에 불과하지만 그 영향은 장기간에 걸쳐 일어나 생명체의 대량절멸을 일으켰다. 대전환도 지질학적 규모로는 순식간에 끝날 일일지 모르지만 그 영향은 장기간에 걸쳐 지속하고 있다.

### 지구 위험 한계선
인류가 초래한 변화가 지구의 한계를 넘어섰다는 경고가 지구 위험 한계선이다. 지구를 하나의 시스템이라 생각했을 때 항상성을 유지하기 위한 피드백이 작동하고 있지만 지구 기후 전환점(tipping points)을 넘어섰을 때 시스템은 예상 불능 행동을 보인다는 것이 주요 골자다. 이 가설은 2009년 《네이처》와 《사이언스》 등 복수의 과학 잡지에 동시에 게재되면서 발표됐다. 스웨덴의 환경학자 요한 로크스트룀과 미국의 화학자 윌 스테판을 비롯한 20여 명의 연구자가 처음 제창했다.
지구 시스템은 9개의 한계점을 가지고 있는데 지구적인 역치(閾値)가 명확히 정의된 기후 변화·오존층의 파괴·해양 산성화, 서서히 변화하는 지구 환경에 대한 변수에 의거한 토지 이용 변화·담수 이용·생물 다양성의 상실·질소와 인의 순환, 인류가 만들어낸 위협인 대기 연무질 환경에 부담을 주는 화학 물질·중금속이나 유기 화학 물질에 의한 생물권의 오염이 그것이다. 이 중에서 기후 변화·생물 다양성의 상실·생물 지구 화학적 순환은 2009년 시점에 이미 한계를 넘어섰다.

## 인류가 미치는 영향

### 기후

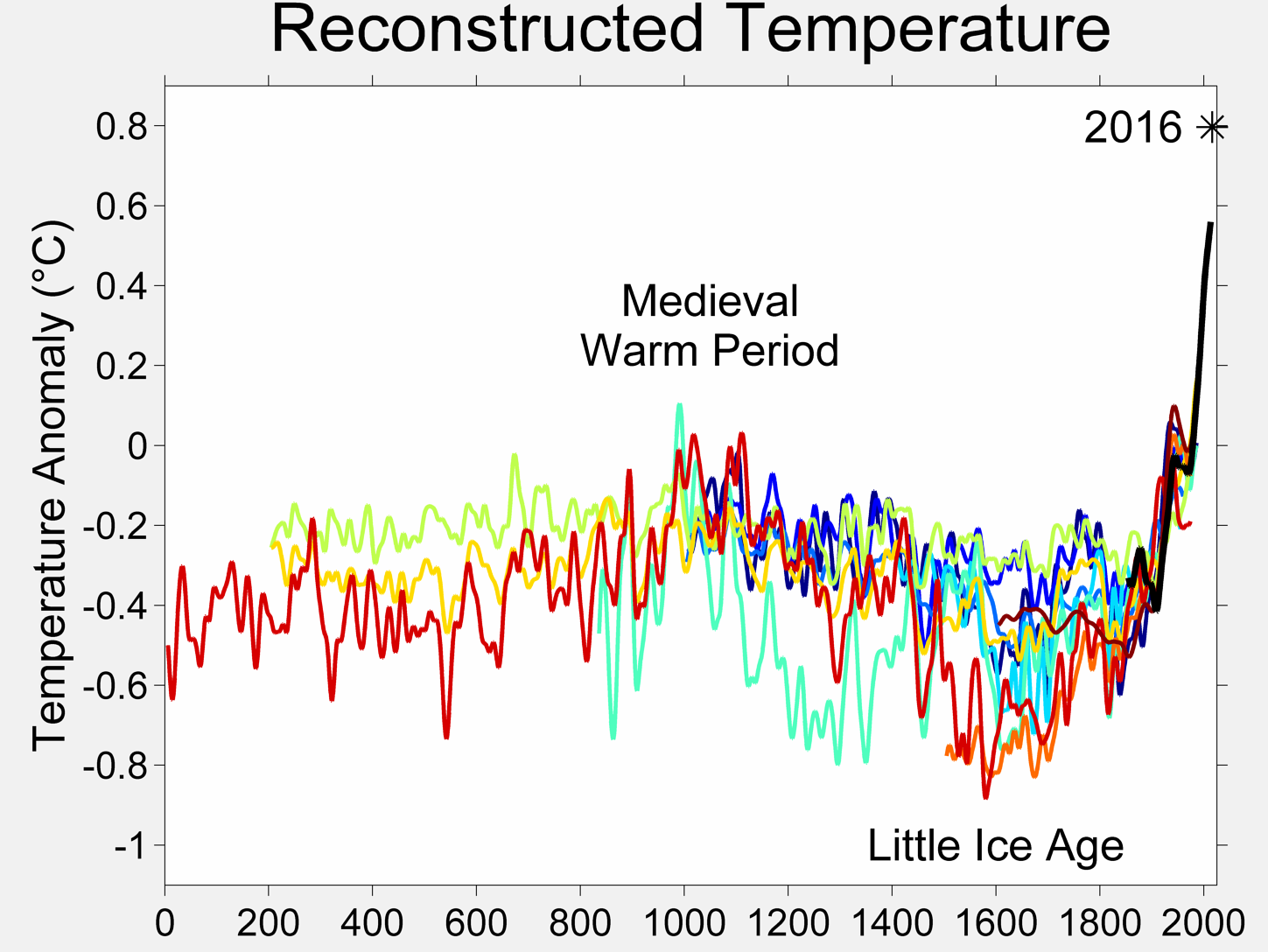
과거 2,000년에 걸친 기온 추정치.

인류 활동으로 생긴 지질학적 징조 중 하나로 대기 중의 이산화 탄소 함유량 증가를 들 수 있다. 산업 혁명 전에 대기 중 이산화 탄소는 280ppm이었지만 2014년에는 400ppm으로 상승했으며 이는 지난 80만 년 중 가장 많은 수치다. 2021년 6월에는 417ppm까지 증가했는데 과거보다 훨씬 빠르고 큰 규모로 변화하고 있다.
이러한 기후 변화는 석탄, 석유, 천연가스와 같은 화석 연료 연소가 주요 원인이다. 연소 과정에서 생성되는 이산화 탄소가 지구 온난화와 같은 기후 변화에 영향을 주는 것이다. 이산화 탄소를 흡수하는 숲이 채벌 등으로 줄어드는 것도 기후에 악영향을 주고 있다. 숲은 88억 톤의 이산화 탄소를 흡수할 수 있는데 이는 인류가 배출하는 온실 가스의 1/3에 해당하는 수치다. 또한 이산화 탄소의 1/3을 바다가 흡수하여 해양 산성화를 일으킨다. 특히 북극권에선 2배 이상 빠른 속도로 온난화가 진행하고 있다.
또 다른 온실 가스인 메테인은 2015년 기준으로 전체 온실 가스 중 16%를 차지하고 있는데 메테인의 온실 효과는 이산화 탄소의 25배에 달한다. 온실 효과는 해저나 영구동토에 잠들어 있던 메테인을 대기에 배출하도록 하고 이것이 다시 온실 효과를 불러오는 악순환이 반복되고 있다. 또한 인류가 가축하는 대표 동물인 소도 대량의 메테인을 배출하고 있다.
홀로세와 인류세를 구분하는 근거로 기후 변화 주기도 있다. 빙기와 간빙기의 순환 주기는 10만 년, 4만 년, 2만 년이 있는데 그때마다 급격한 기후 변화를 반복했다. 홀로세는 이런 급격한 기후 변화가 없어 매우 안정된 기후를 유지했기에 올해와 내년의 기후가 같은 것이란 전제하에 생활을 영위하는 것이 가능했고 인류는 농경으로부터 안정적으로 식량을 공급할 수 있었다. 하지만 지구 표면의 30%가 얼음으로 덮여 있는 최종 빙기가 끝나면서 지구는 따뜻해져 버렸다. 인류가 플라이스토세부터 살긴 했지만 번영했던 것은 홀로세의 안정된 기후가 뒷받침되었기 때문이었다. 21세기에 접어들면서 유례가 없는 인구 과잉 시대를 맞이했고 인류세의 불안정한 기후 변화가 겹치면서 인류는 농경을 통해 안정적인 식량 공급이 불가능해질 가능성을 안게 되었다.

### 생물 다양성

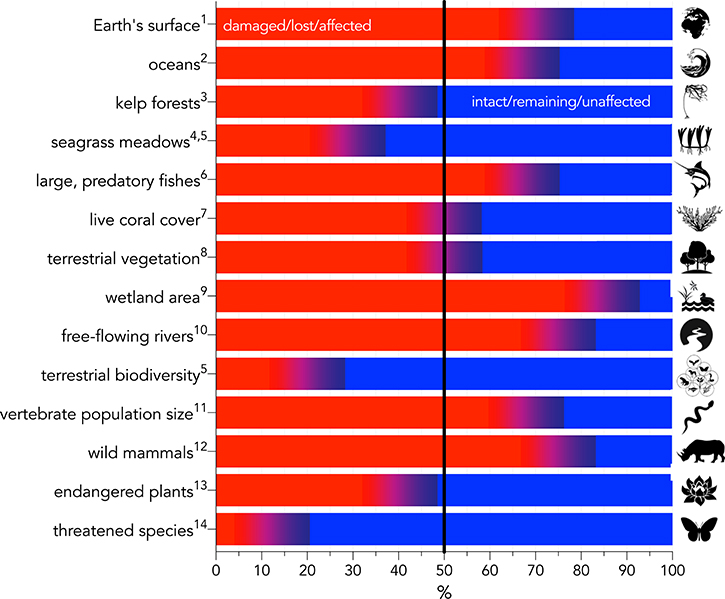
주요 생물의 다양성에 관한 환경 변화 분야를 정리한 그래프. 인류가 일으킨 변화의 역할이 붉은색으로 표시되어 있다.

생물 다양성에 대한 인류의 영향 역시 인류세의 주요 속성 중 하나다. 제4기 대량절멸와 홀로세 멸종은 인류가 출현한 이후 있었던 대표적인 대량절멸이며 5대 절멸 사건의 뒤를 잇는 여섯 번째 절멸 사건으로 꼽히기도 한다. 또한 인류 활동이 생물종의 절멸을 가속화한다는 데 동의하는 전문가도 많다. 2019년 기준으로 약 100만 종의 동식물이 절멸 위기에 처했으며 절멸 속도는 과거 1,000만 년 동안의 평균 절멸 속도보다 수십 배에서 수백 배는 빠른 것으로 보고됐다. 1,500년 이후에 이미 통상적인 절멸 속도를 초과했고 19세기부터는 가속이 심화하고 있다는 것이다. 인류의 영향이 없었다면 생물 다양성은 지수함수적으로 계속 성장했을 것이라고 일부 학자들은 가정한다.
2010년 조사에서 지구에서 광합성을 하는 생물 자원의 약 절반을 점하는 바다의 식물성 플랑크톤은 지난 1세기 동안 그 수가 크게 줄었다. 1950년부터 조류의 생물량은 해양 온난화의 영향으로 약 40% 줄었다는 것이 드러났다. 해양 산성화는 탄산 칼슘의 형성을 방해하여 조개나 플랑크톤의 껍질이나 고래의 귓속뼈 등의 변형을 유발하고 산호초의 수를 줄이는 등 생물 다양성을 저하하는 원인이 되고 있다. 2015년에 공개된 한 연구는 1980년에 존재하던 전체 생물종 중에서 약 7%가 소멸했을 가능성이 있다는 결론을 도출했다. 인류의 포식은 다른 최상위 포식자를 잡아먹는 등 세계적 규모의 먹이 사슬에 광범위한 영향을 미쳐 전세계에 분포하는 역사상 유일한 슈퍼 포식자가 되었다고 지적받는다.
2018년 기준 전체 포유류의 생물량
2017년 5월 《미국국립과학원회보》에 인류에 의한 대량절멸과 유사한 생물학적 절멸이 진행중이라는 연구가 게재되었다. 그 원인으로 인구 증가, 특히 부유층의 과잉 소비를 지적했다. 20185년 5월에 발표된 같은 회보의 다른 연구는 인류의 문명이 시작된 이래 야생 포유류의 83%가 소멸했다는 내용을 다루었다. 현재 지구에 있는 전체 포유류 생물량의 60%는 가축이며 인간이 36%, 나머지 4%만이 야생 포유류다. 생물다양성 과학기구(IPBES)는 동식물종의 25%가 절멸 위기에 처했다고 발표했다.
2019년 발표된 한 연구는 모든 곤충종 중에서 40%가 감소하고 있으며 수십 년 안에 절멸할 가능성이 있다고 했다. 특히 화분을 매개하는 꿀벌이나 나비와 같은 곤충이나 동물의 배설물·사체를 분해하는 곤충, 수중에서 산란하는 곤충의 상황이 악화일로라고 주장했다. 원인은 숲의 벌채, 농지 개발, 농약이나 살충제 등 화학 물질이 꼽힌다. 곤충의 감소는 이를 먹이로 삼는 모든 동물과 수분을 곤충에 의존하는 식물의 감소에도 영향을 줄 수 있으며 영양분의 순환 감소로 이어지게 된다. 종자식물의 75%와 식료 공급의 1/3에 해당하는 작물의 수분은 곤충에 대한 의존도가 높다.

### 생물 분포
생물 분포의 영속적인 변화에 인류가 미치는 영향은 지질 기록으로 특정 가능하다고 여겨지고 있다. 종종 당초 예상보다 훨씬 빠른 속도로 많은 생물종이 과거에는 너무 추웠던 지역으로 이동하는 것을 연구자들은 확인했다. 기후 변화로 발생한 것 외에 농업·어업에 의한 영향이나 무역·여행을 통해 외래종이 새로운 지역으로 퍼져나간 점도 이동을 일으켰다.
온난화로 생식 환경 기온가 상승하여 산악 동물은 옛 기온을 찾아 10년 동안 표고가 약 12미터 더 높은 장소로 이동했다. 산악이나 그 주위가 인간에 의해 개발된 경우 생물종은 고립되고 절멸할 가능성이 생긴다.
여러 연구자들은 인구 증가와 인류 활동폭의 확대 때문에 코끼리, 호랑이, 멧돼지 등 일반적으로 낮에 활동하는 동물종의 다수가 야행성이 되었으며 인류와의 접촉을 피하는 경우도 발견되고 있다. 인류가 존재하는 지역에서는 생물종, 대륙, 환경에 관계없이 83%의 생물이 야행성으로 바뀌었다. 인구 밀도가 낮은 산악 지대에서도 임도 등이 있는 지역은 야행성 비중이 높았다. 이러한 변화는 식물에 연쇄적인 영향을 미치게 된다.

### 지형

줄어들고 있는 아랄해의 모습. 과거 소련이 자연 개조 계획의 일환으로 추진한 농업 정책으로 호수가 축소했지만 최근 지속적인 노력으로 수위가 되돌아오고 있다.

지질 구조가 침식되고 있는 대부분의 대륙에서는 지질학적 시간 동안 인류 활동으로 인한 배수 패턴 변화가 지속된다고 전문가들은 추측한다. 채석과 조경은 지구 표면 형상에 직접적인 변화를 초래하고 이는 인류의 영향을 기록하는 효과를 낳았다. 광업에 의해 변형된 지형은 심지어 우주에서도 확인이 가능하다.
극지에서 진행되는 빙하의 융해는 인공위성에서 확인할 수 있는 규모이며 온난화의 영향으로 발생하는 해수면 상승도 지형을 변형시킨다. 파리 협정은 지구 평균 온도 상승폭을 산업 혁명 이전 대비 2℃로 할 것을 규정하고 있는데 이 수치를 넘길 경우 남극 지역에서는 빙하의 융해가 가속화하여 해수면이 2배 이상 상승할 가능성이 있다. 북극권에선 영구동토가 융해하며 지반에 변화를 야기하고 있는데 이는 도시 기반 시설에 피해를 준다. 실제로 2020년 러시아에서 건축물이 침하하여 노릴스크 경유 유출 사고가 발생하기도 했다. 한 연구는 온난화가 지금과 같은 속도를 유지한다면 산골짜기의 빙하는 21세기 중반에 소멸할 것이라는 결론을 발표했다.
해수면 상승은 도서 지역에 큰 영향을 넘어 심각한 위기를 초래한다. 몰디브나 키리바시와 같은 많은 섬나라는 이 순간에도 국토가 지속적으로 물에 잠기고 있으며 살아남기 위해 이주 계획을 세우고 있다. 국토가 넓지 않은 작은 섬나라들은 군소 도서 국가 연합을 결성해 이 문제에 공동으로 대응하기 위해 노력하고 있다.

### 지질

#### 시기 구분
지질학은 연대를 누대, 대, 기, 세로 구분한다. 가장 가까운 대는 신생대인데 신생대는 다시 팔레오세, 에오세, 올리고세, 마이오세, 플리오세, 플라이스토세, 홀로세 등 7개의 세로 구분된다. 인류세는 홀로세의 어느 시점을 분할하여 새롭게 구분하는 것이다. 지질학적 시간은 굉장히 거시적이지만 인류 활동의 영향이 지질학적으로 보았을 때 무시할 수 없는 규모에 이르렀다고 주장하는 학자들이 많다. 인류 활동이 퇴적물이나 빙핵(Ice core)에 미치는 기후적·생물학적·지구화학적 특징에 관한 보고서에는 20세기 중반 이후 시대가 홀로세와는 다른 지질 시대로서 인식되어야 함을 시사하고 있다.

#### 퇴적학적 기록
삼림 벌채나 도로 조성 등의 활동은 지구 표면에 퇴적물의 유량을 높인다. 인류가 움직이는 퇴적물이나 암석은 하천·빙하·풍우가 움직이는 것보다 3배 이상으로 여겨지기 때문이다. 하지만 하천에 지어진 댐은 토사가 퇴적되는 속도에 영향을 미친다. 전세계 대부분의 삼각주에 토사가 퇴적되는 것을 댐이 방해하고 있어 삼각주가 충분히 성장하질 못하며 온난화로 인한 해수면 상승의 영향으로 오히려 침하하고 있다.
인류가 등장하기 이전에는 없던 자연현상 중에 칼테마이트(Calthemite)가 있다. 이는 콘크리트, 석회, 모르타르나 동굴의 바깥에 있는 다른 석회질 소재에서 발생한 2차 퇴적물이다. 칼테마이트는 인공 구조물의 위나 아래에서 성장하여 종유석, 석순, 유석과 같은 동굴 생성물과 비슷한 형상이 된다.
플라스틱을 생산하기 시작하면서 미세 플라스틱 퇴적 문제도 발생했다. 미세 플라스틱은 해저에서 고산 지대까지 확산됐는데 수백 년이 지나도 썩지 않을 것으로 추정된다. 퇴적 속도 또한 빨라지고 있어서 1940년대부터 15년마다 그 속도가 2배씩 늘어나고 있다. 해저에 퇴적되는 미세 플라스틱의 2/3는 세탁 등 합성섬유 의복에서 빠져나온 섬유다. 극세사는 플랑크톤이 활동하는 것을 방해하며 플랑크톤이 먹이로 착각하여 섭취하는 문제를 일으킨다.

#### 화석 기록

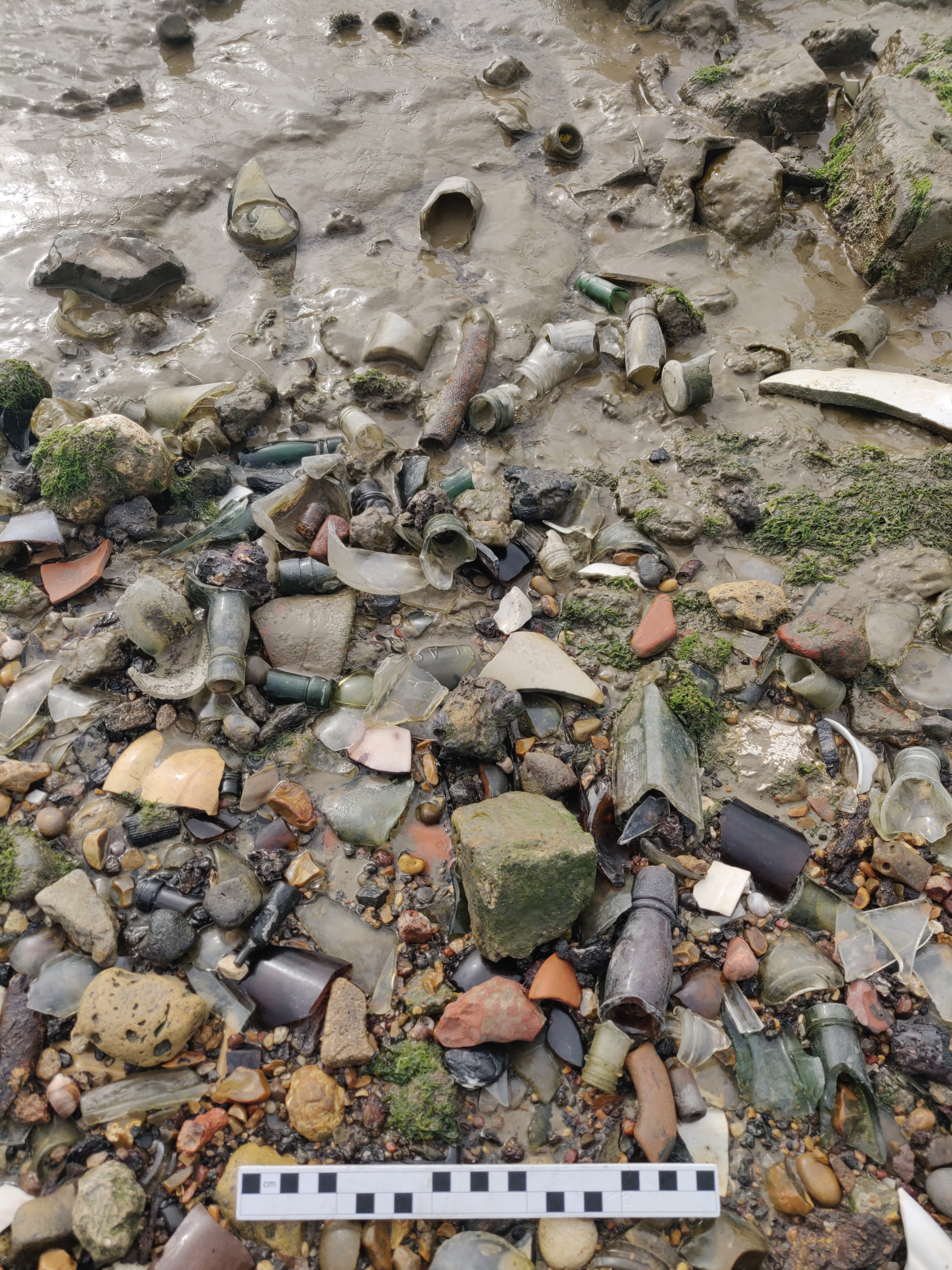
기술 화석의 예시.

농업 등에 의해 침식이 일어나면서 퇴적물의 조성이 바뀌고 다른 장소로 퇴적하는 속도도 빨라진다. 간척된 토지는 공학적 구조물이 쓰레기나 와륵과 함께 묻혀 보존되는 경향이 있다. 투기되거나 강물을 따라 흘러들어간 쓰레기는 바다, 특히 연안 지역에 축적된다. 층서에 보존된 이런 인공물은 기술 화석(techno fossil)이라 불린다.
생물 다양성의 변화도 종의 도입과 마찬가지로 화석 기록에 반영된다. 예를 들어 가금류인 닭의 조상은 본래 동남아시아의 적색야계였지만 인류에 의해 번식되고 소비되면서 세계에서 가장 일반적인 조류가 됐다. 인류는 연간 600억 마리 이상의 닭을 소비하며 그 뼈는 간척지에서 화석이 되어 갈 것이다. 따라서 간척지는 기술 화석을 발견하기 위한 중요한 자원이 될 수 있다.

#### 미량 원소
미량 원소는 많은 특징을 가지고 있다. 원자폭탄을 이용한 핵실험에서 발생한 낙진은 1945년부터 1951년 사이에는 국소적으로 관찰됐지만 1952년부터 1980년 사이에는 수소폭탄 실험에서 발생한 탄소-14(14C)나 플루토늄-239와 같은 인공적인 방사성 동위 원소 수치가 세계 각지에서 명확히 발견되었다. 특히 14C는 1964년에 2배로 늘어났다. 방사성 동위 원소 수치가 세계적으로 가장 높았을 때는 1965년으로 이 해는 인류세의 시작 지점으로도 제안되었다.
화석 연료의 연소는 근래의 퇴적물인 블랙카본 등의 농도를 높인다. 이 농도는 1950년경부터 세계에서 거의 동시에, 그리고 현저하게 증가하고 있다. 2019년 9월 17일에는 블랙카본 입자가 태반에서도 검출됐다는 연구 논문이 《네이처 커뮤니케이션즈》에 발표됐다.

## 기간
인류세의 시작 지점에 대해서 논의가 계속되고 있고 여러 주장이 있지만 1945년설이 가장 많은 지지를 받고 있다. 반대로 시간이 경과하면서 그 영향이 계속 확장되어 가므로 단일 시간대를 특정할 수 없다는 주장도 있다.

### 선사 시대
지구에서 일어나는 환경 변화의 대부분은 산업 혁명의 직접적 결과로 여겨지지만 약 8,000년 전 시작된 농업이나 정착 생활의 결과물로 여기는 학자도 있다. 온실 기체 배출의 영향이 시작되는 것은 산업 혁명 시기가 아니라 고대 농민이 곡물을 기르기 위해 삼림을 벌채한 8,000년 전부터라는 가설이다.
인류세가 시작하는 시점은 농경의 단서나 신석기 혁명(약 12,000년 전)과 연계되어 있다는 주장도 있다. 이 시기의 인류는 남극 대륙을 제외한 모든 대륙에서 생활하고 있었으며 수렵채집사회에서 자급자족하거나 교환을 위한 농업·축산을 발전시키고 있었다. 토지 이용·생태계·생물 다양성·종의 절멸로 이어지는 인구 폭발의 영향 등 인류에 관련된 근거는 굉장히 많다. 많은 과학자들은 변화시켰건 정지시켰건 인류의 영향이 생물 다양성에 큰 영향을 주었다고 생각한다. 과거의 연대를 주장하는 학자들은 지질학적 증거에 기반하여 인류세가 현재 14,000년~15,000년 전에 시작했을 가능성이 있다고 말한다. 이는 인류세의 시작 지점을 몇천 년 더 전으로 거슬러 올라가야 한다고 주장하는 다른 과학자들의 주장과 연결되어 있다.

### 고대
홀로세의 마지막 단계인 서브애틀랜틱기를 인류세의 시점으로 꼽기도 한다. 고대 문명은 수에 대한 추상 개념, 잉여 지식 활용을 통한 과학 등 실천적 지식을 체계적으로 성찰하여 만들어낸다는 공통점을 보인다.
고대부터 인류는 건축·조선 등을 위해 삼림을 벌채하는 등 환경을 변화시켰고 이는 토지를 황폐하게 만들었다. 가장 오래된 서사시인 길가메시 서사시에는 레바논시다 벌채가 기록되어 있고 고대 그리스의 철학자 플라톤이 저술한 《크리티아스》를 통해 벌채가 초래한 토양의 유실을 확인할 수 있다. 채굴 등은 더욱 넓은 범위의 자연 조건을 변화시켰다.

### 아메리카의 식민지화
마크 매슬린과 사이먼 루이스 《네이처》에 발표한 논문에 의하면 유럽의 아메리카 식민지화가 진행된 시대에 지구적 규모에서 이산화 탄소의 농도가 저하되는 것이 관측되었다. 유럽인이 아메리카 원주민에게 병을 옮기면서 인구가 급격히 감소했고 이 때문에 원주민들이 경작하던 농지가 방치된 것이 주요 원인으로 거론된다. 1492년부터 1610년에 걸쳐 5,000만 명이 넘는 아메리카 원주민이 사망한 것으로 알려져 있으며 방치된 농지는 삼림에 뒤덮여 이산화 탄소의 농도도 줄어든 것이다. 매슬린과 루이스는 극적으로 변화한 이 시기를 오르비스 스파이크(Orbis spike)라 부르며 국제표준층서구역(GSSP)에 오르비스 스파이크를 인류세의 시점으로 잡아야 한다고 제안했다. 이 시기에 세계적인 무역 네트워크가 형성되고 자본주의 경제가 발전하는 데 공헌하여 산업 혁명과 대전환이 시작하는 데 중요한 역할을 했기에 인류세와 밀접한 연관을 가진다고 보는 것이 이치에 맞다고 주장했다. 유럽과 아프리카 사이에서 병이 전파되고 노예 무역이 성행하며 작물을 전파하는 등의 관계를 콜럼버스의 교환이라고 한다. 크리스토퍼 콜럼버스의 항해는 유럽인들의 대규모 탐험·수탈에 도화선 역할을 했지만 동시에 동식물이나 병원체의 대이동이기도 했던 것이다.
유럽의 식민지로 전락한 아메리카 대륙의 환경도 바뀌었다. 북아메리카는 곳곳의 삼림이 파괴되어 홍수가 빈발했고 18세기에는 토양 유출이 시작됐다. 노예 노동력에 의존한 면섬유와 담배 재배는 토양에 심각한 부담을 안겨 2~3년마다 지력이 쇠한 농지를 버리고 새 농지를 찾아야 했기에 훗날 표토 상실과 황진과 같은 문제점을 만들어냈다.

### 산업 혁명
지구 대기권의 증거에 기반한 제안으로 증기기관이 보급된 산업 혁명이 시작한 18세기 역시 인류세의 시작점으로 인식된다. 기후 변화에 관한 정부간 협의체는 온실 기체의 장기간 변화에 관한 기준으로 1750년을 채택하고 있다. 산업 혁명이 인류 전체에 영향을 준 최초의 사례라는 점은 명백하지만 지구 경관의 대부분은 이미 인류 활동으로 상당히 바뀌었다.

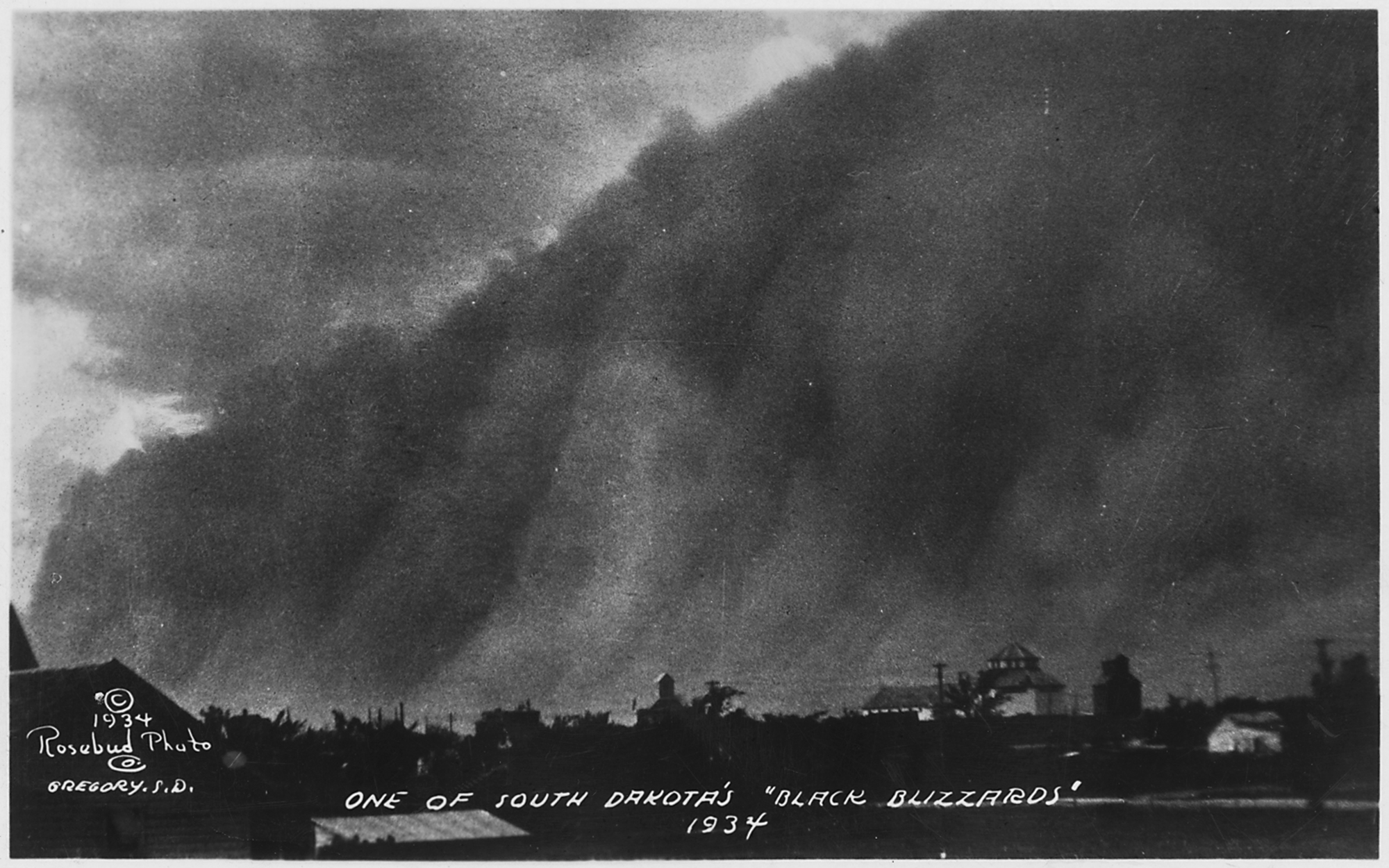
검은 블리자드라 불리는 1934년 사우스다코타주의 황진. 규모가 큰 것은 높이가 수백 미터에도 달한다.

산업이 가장 발달했던 영국에서 문제가 되었던 것은 대기 오염이었다. 석탄 이용량이 늘어난 17세기 영국은 매연 때문에 건축물이 부식되고 폐결핵이나 감기에 걸리는 사람이 증가했다. 18세기에는 탄산 나트륨의 영향으로 산성비가 내리고 공장 주변의 농지가 삼림이 말라갔다. 이에 영국 정부는 1863년 알칼리법을 제정해 대기중의 이산화 탄소, 염소, 유황, 암모니아 등을 측정하여 공해를 관측하기 시작했다. 그럼에도 산성비 문제는 악화하여 19세기에는 다른 지역에까지 산성비를 뿌려 생물에 악영향을 미치게 되었다. 미국도 지나친 농지화가 1930년대 황진을 일으켜 8.5억 톤의 표토가 상실되고 350만 명의 농민이 농지를 포기해야 했다. 토양이 황폐해지는 현상은 우크라이나 소비에트 사회주의 공화국 등 세계 각지에서 일어났다.
산업 혁명은 기후 변동에 영향을 주는 인류 활동이 불평등하게 진행되었음을 보여주기도 했다. 1850년 이후의 이산화 탄소 배출량은 2008년 기준 선진국으로 분류되는 국가가 전체의 72.6%를 차지하지만 이들 나라에서 사는 인구는 전세계 인구의 18.8%에 불과하다. 21세기 초엽 전체 인구의 45%를 차지하는 빈곤층이 내뿜는 이산화 탄소의 양은 7%에 불과했으며 최고 부유층은 전 세계 인구의 7%지만 총 배출량은 50%를 점했다.

### 1940년대 이후

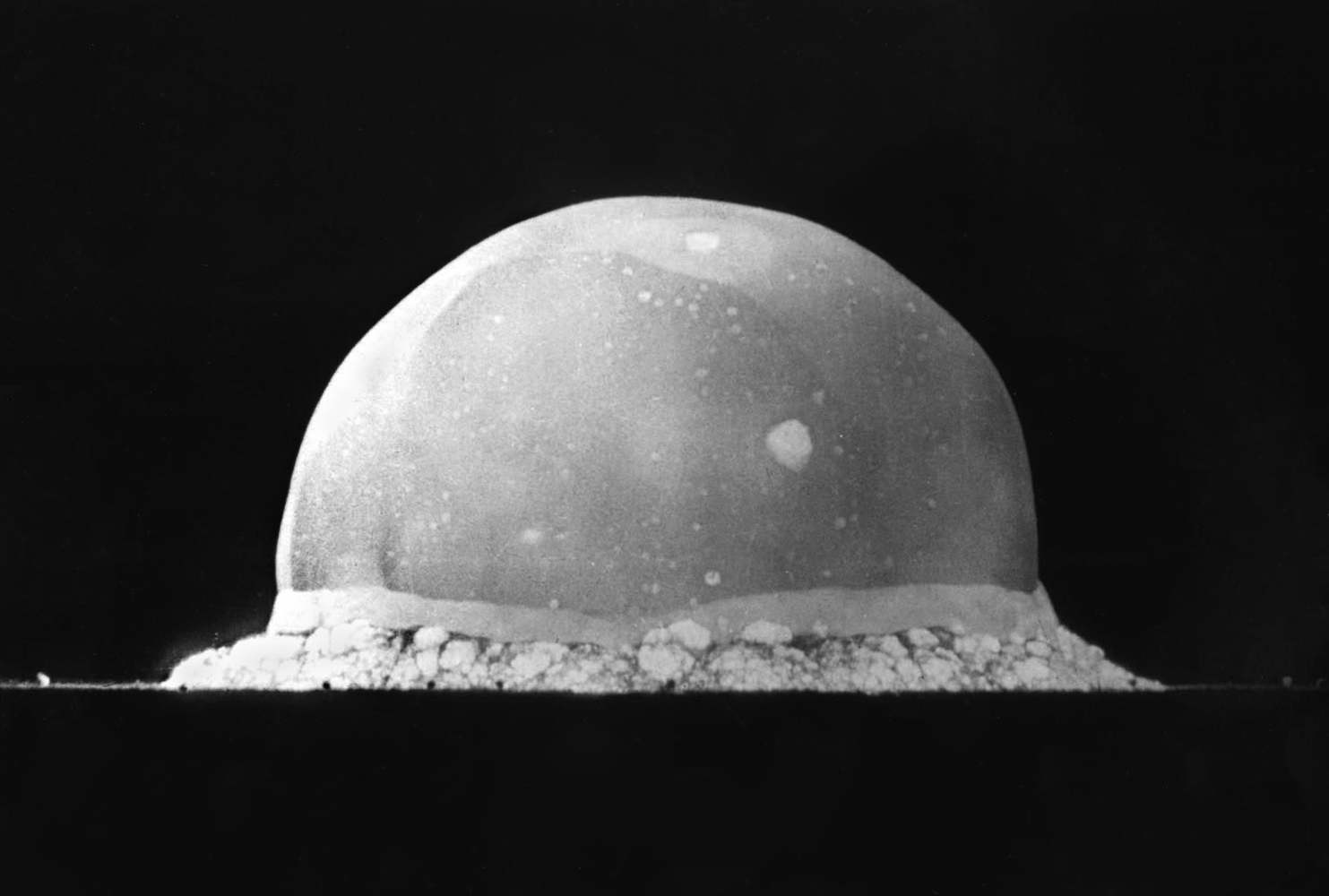
1945년 트리니티 핵실험. 인류 최초의 핵실험으로 인류세의 시작 지점 중 하나로 제안되었다.

2016년 국제 심포지엄에서 대전환이 시작된 시점을 1950년대로 봐야 한다는 의견이 나왔다. 1950년대는 대기권 핵실험을 비롯해서 인공물질의 대량생산·대량소비, 화학비료·농약·품종개량을 통한 식량 생산 증대, 항생물질을 통한 감염병 예방, 기대수명 증대, 인구 과잉 현상이 현저하게 나타낸 시대였다. 다만 이러한 변화는 지리적, 사회적으로 불평등하게 진행되었다. 산성비는 국경선을 초월한 최초의 광역 오염 사례였으며 이에 1972년 최초로 환경 문제 국제 회의로서 유엔 인간 환경 회의가 개최됐고 유럽과 미국은 여러 대책을 내놓았다.
2015년 1월 층서학의 관점에서 인류세를 검토하는 인류세 워킹 그룹(AWG)의 멤버 38명 중에서 26명이 인류세가 1945년 7월 16일부터 시작된 것이라며 트리니티 핵실험을 이유로 제시한 논문을 발표했다. 2019년 5월 AWG는 20세기 후반부를 인류세의 시작 시점으로 하는 표결을 진행했지만 2021년까지 최종 결정이 이루어지지 않았다. 트리니티 핵실험 이후 핵실험이나 원자력 발전소 사고, 화학 물질은 인류의 신체에 영향을 미쳤고 방사선 장애나 공해병을 일으켰다.

## 문화
인류세라는 표현은 인류의 활동이 지구 전체 환경을 급변시키고 장기적인 흔적을 남긴다는 사실을 알리는 데 공헌했다. 이는 자연과학에서 문화로 일방적인 영향이 아니라 서로 영향을 주고받는 관계다. 기후 변동에 대한 대책으로 자연과학의 관점만으로는 온실 기체의 감축을 호소해도 해결할 수 없으며 정치적·사회적·문화적·정서적인 면도 생각할 필요가 있다. 문화나 가치의 내용을 어떻게 해결할지 기술적인 해결과 다른 곤란함이 있기에 사회과학이나 인문학의 지식이 필요해진다.
인류세는 자연과학 이외의 분야에도 보급이 진행되었다. 2016년 1월 일본 국립과학박물관에서 열린 국제 심포지엄에서 자연사와 인류 활동의 역사에 관한 지식을 통해 인류세를 총체적으로 이해하기 위한 시도가 이루어졌다. 또한 인류세가 층서학의 학술 용어로서 검토되고 있으며 일반 용어로는 사용되지 않는다는 점을 확인했다. 10월에는 스코틀랜드에 위치한 스트래스클라이드 대학교에서 인류세 시대의 법과 인권을 주제로 한 심포지엄이 열렸다. 2019년 5월에는 스웨덴 왕립 공과대학교에서 포스트 휴머니티 허브를 주제로 심포지엄이 열려 예술가·학자·교육자·시민·활동가·언론인이 참여하여 인류세에 대한 사고와 행동에 관한 대화가 이루어졌다. 이 대화는 동영상으로 배포되었다.

## 연구사

### 초기
박물학자 조르주루이 르클레르 드 뷔퐁 백작은 지구의 모든 표면에는 인간의 힘의 흔적이 남아 있다며 인간이 기후대의 모든 조건을 스스로에게 적합한 형태로 고정하고 있다고 지적했다. 그러면서 단기적인 시점에서 행동하는 것은 파괴적인 결말을 가져올 수 있다고 경고했다. 기후가 전세계적으로 연결되어 있다는 학설이 19세기 초에 등장하고 프랑스의 공학자 로슈 드 베르주리와 영국의 식물학자 조지프 뱅크스 등은 삼림 벌채가 악천후로 이어진다고 논했다. 1864년 미국의 지리학자 조지 퍼킨스 마시는 산업이 지형이나 지질에 미치는 영향을 지적했고 1873년 이탈리아의 지질학자 안토니오 스토파니는 지구에 미치는 인류의 힘과 영향이 커졌음을 인식하고 인류대(anthropozoic era)라는 용어를 만들어냈다.
인류세의 초기 개념은 1938년 소련의 광물학자 블라디미르 베르나츠키의 정신권에서 제안되었다. 1960년대 소련의 과학자들은 최신 지질 시대인 제4기에 뒤이은 인류세라는 용어를 사용하기 시작했다.
1950년대 미국의 생물학자 유진 오덤의 에코 시스템이나 1980년대 영국의 과학자 제임스 러브록의 가이아 이론도 베르나츠키처럼 지구를 하나의 시스템으로 간주한 아이디어였다. 미국의 생물학자 레이철 카슨은 《침묵의 봄》을 통해 인류가 만든 화학 물질이 생태계에 미치는 악영향을 지적했으며 로마 클럽은 보고서 《성장의 한계》를 통해 자원의 제약과 경제 활동의 관계에 대해 논했다. 하지만 1980년대 이전의 연구는 개별적 연구였고 지구 전체 데이터에 기반하지 못했다.
1980년 세계기후연구계획(WCRP), 1987년 국제 지구권-생물권 프로그램(IGBP), 1990년 국제인간관점계획(IHDP), 1991년 생물 다양성 국제 연구 계획(DIVERSITAS) 등 1980년대 이후 전 지구적 환경 문제를 연구하는 네 가지 주요 프로젝트가 시작됐는데 이들을 아울러 GEC 프로그램으로 불리며 연구 결과를 공유하고 있다. 이로써 기술 진전에 의한 연구 분야의 확대, 인공위성에 의한 리모트 센싱 데이터의 대량 축적, 자연과학과 사회과학을 이어주는 생태계와 사회의 상관관계에 대한 이론의 진전 등 기반 시설이 정비되어 환경 연구가 본격적으로 이루어지게 되었다.

### 용어의 보급
인류세라는 용어가 확산하면서 인류세를 정직 지질 연대로 인정해야 한다는 활동도 시작됐다. 2008년 런던지질학회 층서위원회는 인류세를 지질 시대를 구분하는 정식 단위로 할 것을 검토했으며 국제층서위원회(ICS)는 제4기층서학소위원회에 인류세 워킹 그룹(AWG)을 설립했다. 위원회의 과반수가 해당 제안이 의미가 있으며 추가 검증이 필요하다고 판단했기 때문이다. 지질학회와는 구분된 다른 워킹 그룹도 지질 시대 규모에 인류세가 정식으로 포함될지를 판단하기로 했다.
2012년 리우데자네이루에서 개최된 유엔 지속가능발전 정상회의(UNCSD)에서는 인류세에 관한 동영상을 상영하여 국제사회에 인류세를 알리고자 했다. 2014년 『인류세 리뷰』(The Anthropocene Review)라는 학술지가 창간되었고 2015년 국제과학연맹위원회의 국제적 프로젝트 Future Earth 개시와 함께 『인류세 매거진』(Anthropocene Magazine)이 정기 간행되었다.
AWG는 오슬로에 모여 인류세를 정식 지질 시대로 편입하는 것을 지지하는 증거를 수집했다. 수집된 증거를 평가하여 2016년 8월 인류세를 새로운 지질 시대로 편입할 것을 권고하는 문제에 대해 표결했다. ICS가 이 권고를 받아들인다면 국제지질학연합(IUGS)의 비준을 받아 지질 시대를 구분하는 단위로 정식 채용된다.
2019년 6월 시점에서 ICS과 IUGS는 인류세를 지질 시대로 승인하지 않았다. AWG는 굉장히 넓은 시간대를 가진 지질 시대 속에서 인류세를 정의하기 위해 국제표준층서구역(GSSP)이 공식 제안한 안건에 대해 2016년 4월 표결을 행했고 8월 IUGS에 이를 권고했다. 2019년 5월 ICS에 공식 제안할 것에 대해 AWG 회원 34명이 찬성했다.
2016년에 시작된 프로세스를 이어나가기 위해 AWG는 2019년 4월 ICS에 공식 제안을 표결할 것을 발표했다. 5월 21일 AWG 회원 34명 중 29명이 2021년가지 공식 제안할 것에 찬성했다. 또한 AWG는 20세기 중반을 인류세의 시점으로 하는 것에 대해서도 29명이 찬성했다. GSSP의 후보지가 10군데로 인정되었고 그 중 1군데가 최종 제안에 포함되도록 선택할 예정이다. 가능성이 있는 표식은 미세 플라스틱, 중금속, 열핵병기 실험에 의한 방사성 원자핵 등이다.

## 논의
인류세와 그에 부수되는 시간 척도나 생태학상 함의는 죽음과 문명의 종언·기억과 보관 기록·인문주의적 조사의 범위와 방법·자연의 종언에 대한 감정적 반응에 대한 의논을 포함한다. 인류세가 초래한 이념적 측면도 비판의 대상이 된다.

### 사람의 정의
인류세에서 '인'(人)은 사람을 뜻하는데 구체적으로 무엇을 의미하는가에 대한 논의가 있다. 인류세는 명백히 인류의 영향에 의한 것이지만 이를 기반으로 한 명명법은 인류에 의한 환경 조작을 정당화하는 인간중심주의적 사고로 이어진다는 비판이 있는 셈이다. 인류세는 지금까지 사회과학이나 인문과학에서 연구했던 젠더·인간의 성·인종·사회 계급·종교 등을 인류를 위험에 빠뜨리게 할 수 있다는 관점에서 다시 바라볼 수 있는 기회를 제공했다고도 평가받는다.
인류세는 인간중심주의나 가치일원화에 대해 다양한 분야에서 검토가 이루어지고 있다. 인류학의 관점에서 인간 사회를 체내의 미생물·바이러스, 식용 생물, 애완동물을 포함한 복수의 생물종 커뮤니티로 간주하는 접근할 수 있다. 이러한 접근법은 여성주의나 퀴어 이론에서 인간의 몸이나 이성애를 자명한 것으로 인식하는 관점을 비판적으로 검토한다. 인류세에서 자연이나 생물종의 존속이 중요시될 때 미래 세대를 위해 환경을 지킨다는 가치관이나 이성애 중심주의가 요구될 가능성이 있다. 이에 대해 인류세를 근거로 해 가치관을 일원화하는 것이 아니라 복수의 가치관을 담보하는 것이 중요하다. 20세기 말에 시작된 포스트휴머니즘 학파 중에는 인간의 완전성이나 중심성에 회의적이며 인류세의 인간중심주의를 비판하는 학자가 있다. 사회경제젹 관점에서는 사람이라는 묶음으로 모든 인류에게 동일한 책임을 부과하는 것에 대한 비판이 있다.

### 인류세의 사회적 기원과 불평등
인류세가 인류 활동을 원인으로 한다면 이는 사회 활동의 귀결이고 사회의 기원이라고도 할 수 있다. 자연과학에 중점을 둔 인류세에 관한 논의는 세계를 형성한 자본주의, 제국주의, 인종 차별과 같은 불평등이 고려되지 않았다는 지적이 있다. 이 관점에서 인류세는 정치적·경제적 기원도 중요시된다.
지역이나 생활에 의한 에너지 소비의 불평등이 존재하며 모든 인류가 환경에 똑같은 영향을 미치는 것은 아니다. 예를 들어 목축 생활과 도시 생활에서 오는 에너지 소비의 차이는 1,000배에 달한다고 한다. 2016년 기준 세계 인구의 13%에 해당하는 9.4억 명의 인구는 전기를 이용할 수 없는 상태다. 생태발자국과 생태수용력은 환경에 대한 부담 정도를 나타내는 지표인데 이는 국제적인 불평등을 적나라하게 보여준다. 1973년 기준 생태수용력에 대한 생태발자국 비율은 미국이 176%, 영국이 377%, 프랑스가 141%, 서독이 292%, 일본이 576%였으며 나머지 아프리카, 아시아, 라틴아메리카에 속한 대부분의 국가은 50%를 밑돌았다. 공업국은 다른 지역보다 자원이 집중되고 부를 생산했으며 오염 물질과 온실 기체를 배출하고 다른 지역의 생태계 수복 작용을 저하시켰다. 2019년 기준 상위 10%가 속한 소득층은 전체 온실 가스 배출량의 50%를 내뿜고 있었으며 하위 50%는 10%에 그쳤다. 이는 부유한 국가와 계층이 보다 더 큰 책임을 져야 한다는 지적을 불러왔다.
인류세는 모든 인류가 피해를 입는다고 자주 표현하지만 이는 재해에 대한 불평등을 은폐한다는 비판을 받는다. 2005년 허리케인 카트리나가 미국 뉴올리언스를 강타했지만 흑인 사회와 백인 사회가 입은 피해가 달랐고 2011년 태국 홍수 당시 중앙정부의 간섭 여부에 따른 지방의 피해가 달랐으며 똑같이 해수면 상승의 위협을 받고 있지만 키리바시·방글라데시와 네덜란드의 상황은 다른 것이 예시가 될 수 있다. 지역이나 소득에 따라 기후 변화에 대한 대책에 투입 가능한 비용이 다르고 여기서 불평등이 발생하는 것이다. 이런 상황은 부유한 사람과 특권 계층을 위한 구명보트에 불과하다.

### 유의어
미국의 우주생물학자 데이비드 그린스푼은 인류세를 초기 인류세(proto-Anthropocene)와 성숙 인류세(mature Anthropocene)로 구분했다. 초기 인류세는 인류가 자각하지 않은 채 지구를 변형하는 시대이며 성숙 인류세는 인류가 지속 가능한 생활을 이어나가기 위해 지구를 통제하는 시대인데 그린스푼은 성숙 인류세가 아직 오지 않았다고 보았다. 그 외에도 테라 사피엔스(Terra Sapiens)나 현명한 지구(Wise Earth)와 같은 표현을 사용하며 지구와 인류의 관리를 제안했다.
생물 다양성이 감소하고 침입종으로 인해 생태계가 서로 닮아가는 시대를 가리키는 용어로 호모제노센(Homogenocene)이 있다. 동식물의 균질화를 의미하는 이 용어는 곤충학자 마이클 샘웨이즈가 1999년 학술지 『Journal of Insect Conservation』에서 처음 사용했다.
정치경제적 관점에서는 인류가 선택한 자본주의가 이 상황을 만들었다는 자본세(Capitalocene) 개념이 있다. 2009년 이후부터 자본세는 독립된 용어로 사용되고 있다. 자본주의적 생산 양식에 의한 평등화를 중시하고 자본세를 제안하는 학자 중에는 인류세라는 용어가 인간의 불평등을 위장하고 있다고 비판하기도 한다.
또한 생물의 수송이나 살육에 의한 단작, 노예나 강제 노동 등을 특징으로 하는 플랜테이션세(Plantationocene) 등의 용어도 있다.

## 같이 보기
- 초기 인류의 불의 이용
- 환경 문제, 환경파괴
- 플라스틱 오염
- 인간 절멸
- 성장의 한계
- 지속가능 개발 목표

### 내용주
1. ↑  예를 들어 런던 지질학회는 1945년을 대전환이라 언급한 적이 있다.[9]
2. ↑  생태학자 로저 브래드버리는 해양 생물의 다양성을 종말을 예측하며 《뉴욕 타임스》에 "산호초는 인류세에 죽은 최초의, 그러나 확실하게 최후는 아닐 주요 생태계일 것이다"라고 단정하는 기사를 투고했다. 이 기사는 자연 보호 활동가들 사이에서 많은 논쟁을 불러일으켰다.[43]
3. ↑  2017년까지 27년간 독일의 곤충 생물량은 75 이상 감소했으며 푸에르토리코의 열대 우림에서는 전체 절지동물 생물량의 1/10~1/60이 감소했다.[52]
4. ↑  흑해 전체의 생태계는 삼림이 파괴된 다뉴브강 주변 토지의 침식으로 영양소와 이산화 규소가 유입된 결과다. 이 변화는 2,000년 동안 이루어졌을 가능성이 있다.[54][55]
5. ↑  해저에는 해류에 휩쓸려온 미세 플라스틱이 모여들면서 핫스팟이 만들어진다. 지중해에는 1㎡에 불과한 공간에 최대 190만 개가 층을 이룬 곳도 있었다.
6. ↑  고기후학자 윌리엄 러디먼이 대표적이다. 하지만 약 40만 년 전 간빙기의 데이터를 통해 이론이 제기되었다. 현재 홀로세 간빙기가 끝나는 건 16,000년이 더 경과해야 하는 것을 시사하므로 이 설은 결국 무효가 됐다.[82]
7. ↑  8,000년 전에 지구에는 수백만 명의 인류가 존재하고 있었지만 이들은 기본적으로 원시적인 삶을 살았다.[84] 이 주장은 인류세의 초기 연대가 인류의 본질적인 족적을 설명하기 위한 주장의 근거가 되고 있다.[85]
8. ↑  국제층서위원회의 공식 분류와는 별도로 악셀 블루트(Axel Blytt)와 루트거 세르난데르(Rutger Sernander)가 만든 기준에 따라 홀로세를 구분한 것. Preboreal, Boreal, Atlantic, Subboreal, Subatlantic 등 다섯 개로 나뉘어지며 이 중 가장 마지막이 서브애틀랜틱기다.
9. ↑  영웅 길가메시가 숲을 지키던 괴물 후와와를 죽이자 주신 엔릴이 분노하여 길가메시에게 벌을 내린 이야기가 있다. 길가메시는 레바논시다가 목적이었지만 기원전 3,000년 당시 이미 벌채로 인해 그 수가 감소하고 있었다. 따라서 길가메시의 벌을 삼림 보호의 필요성이란 측면에서 해석하기도 한다.[90]
10. ↑  플라톤은 인류가 자연 질서를 유지하는 것을 긍정했다. 그의 또 다른 저서인 《국가》나 《법률》에서도 식수나 치수의 중요성을 엿볼 수 있다.[92]
11. ↑  유럽이 아메리카와 아프리카에 진출하면서 광물 자원을 확보하고 제품을 수출하면서 급격한 발전을 이루었는데 이는 인구의 증가와 공업의 확대로 이어졌다. 그리고 유럽이 다른 지역보다 일찍 산업 혁명을 이룰 수 있었던 바탕이 되었다.[97]
12. ↑  파울 크뤼천도 산업 혁명을 인류세의 시작으로 인식했다.[102] 제임스 러브록은 토머스 뉴커먼의 증기기관이 실용화된 1712년을 시작점으로 제안했다.[103]
13. ↑  초대 알칼리감시관이었던 로버트 앵거스 스미스는 《대기와 비》라는 책을 통해 세계 최초로 산성비라는 표현을 사용했다.[109]
14. ↑  산업이 환경이 초래하는 악영향을 처음 문제시한 작품으로 헨리크 입센의 《민중의 적》이 있다. 언론인의 선동, 경제 개발에 반대하는 소수파에 대한 공격 등 21세기에도 여전히 남아 있는 모습이 19세기 작품에 묘사되었다.[111]
15. ↑  미국의 작가 존 스타인벡은 이 시대에 고난의 생활을 보낸 농민을 중심으로 한 소설 《분노의 포도》를 썼다.[112]
16. ↑  20세기 전반까지 화석 연료 소비는 연간 1.7%의 증가율을 보였지만 1945년부터 1973년 사이에는 연간 4.48%씩 증가했다. 1950년부터 1970년에 걸쳐 세계 인구는 1.46배, GDP는 2.6배, 광석과 광산 생산물의 소비는 3.08배, 건설용 물자의 소비는 2.94배 늘었다.[116]
17. ↑  스웨덴의 토양학자 스반테 오덴은 북유럽에 내리는 산성비는 영국과 독일의 황 산화물이 주요 원인이라는 연구를 1968년에 발표했다. 캐나다와 미국 동북부의 산성화도 현저하게 진행되자 두 나라는 국경을 초월한 대기 오염에 관한 합의 각서를 교환했다. 1987년에는 이산화 황 감축 협정을 추가로 체결했고 1991년에는 질소 산화물 감축 협약이 맺어졌다.[118]
18. ↑  신석기 시대나 르네상스와 같은 용어는 문화적 용어인데 이들은 시작 시점이 지역별로 다르다. 인류세도 인류 활동을 기준으로 삼는다면 지역마다 시작 시점이 다를 수 있다고 해석할 수 있다. 따라서 시간적 기준보다 문화적으로 사용하는 것이 더 유용할 수 있다는 지적이 있다.[123]
19. ↑  철학과 여성주의를 주제로 한 학술지 『philoSOPHIA』와 게이·레즈비언·퀴어 이론을 주제로 한 학술지 『CLQ』는 모두 2015년에 인류세에 관한 특집 기사를 게재했다.[151]
20. ↑  이를 위해 부모-자식 관계에 한정되지 않는 가치관 보급을 제안하는 학자도 있다. 성별·생식·재생산의 연결고리를 명백히 하는 가치관에 대한 비판이기도 하다.[152]
21. ↑  특히 행위자 연결망 이론이나 신 유물론에서 인간중심주의에 대한 회의가 심하다.[154]
22. ↑  미국과 서유럽의 삼림은 회복 경향을 보이지만 빈궁한 국가의 삼림은 회복 능력이 없어 삼림 면적이 줄어들고 있다.[159]

### 인용주
1. ↑  “「人新世」地質時代に加わるか 別府温泉前の海底に痕跡” [「인류세」 지질 시대에 추가되나 벳푸 온천 앞 해변에 흔적]. 《朝日新聞》 (일본어). 2021년 5월 31일. 2023년 11월 14일에 확인함.
2. 1 2  寺田, ナイルズ 2021, 13–18쪽.
3. ↑  “30조톤 인공물, 60만개 땅 조각…지구에 무슨 짓을 한 걸까”. 《한겨레》. 2017년 4월 10일. 2017년 4월 10일에 확인함.
4. ↑  Ehlers, Eckart; Moss, C.; Krafft, Thomas (2006). 《Earth System Science in the Anthropocene: Emerging issues and problems》 (영어). Springer Science+Business Media. ISBN 9783540265900.
5. ↑  Zalasiewicz, J.;  외. (2010). “The New World of the Anthropocene”. 《Environment Science & Technology》 (영어) 44 (7): 2228–2231. doi:10.1021/es903118j.
6. 1 2  Ellis, Erle; Goldewijk, Kees Klein; Gaillard, Marie-José; Kaplan, Jed O.; Thornton, Alexa; Powell, Jeremy; Garcia, Santiago Munevar; Beaudoin, Ella; Zerboni, Andrea (2019년 8월 30일). “Archaeological assessment reveals Earth's early transformation through land use”. 《Science》 (영어) 365 (6456): 897–902. doi:10.1126/science.aax1192. ISSN 0036-8075. PMID 31467217.
7. ↑  “Cover Story：人類の時代：人新世（Anthropocene）を定義する” [Cover Story: 인류의 시대: 인류세 (Anthropocene)를 정의하다]. 《Nature》 (일본어). 2015년 3월 12일. 2023년 11월 14일에 확인함.
8. 1 2 3  Zalasiewicz, J.;  외. (2008). “Are we now living in the Anthropocene” (PDF). 《GSA Today》 (영어) 18 (2): 4–8. doi:10.1130/GSAT01802A.1. 2011년 7월 22일에 원본 문서 (PDF)에서 보존된 문서. 2011년 6월 20일에 확인함.
9. ↑  “The Anthropocene” (영어). The Geological Society. 2023년 11월 14일에 확인함.
10. 1 2 3 4  寺田, ナイルズ 2021, 12–13쪽.
11. ↑  Steffen, Will; Grinevald, Jacques; Crutzen, Paul; McNeill, John (2011). “The Anthropocene: conceptual and historical perspectives” (PDF). 《Phil. Trans. R. Soc. A》 (영어) 369 (1938): 843. Bibcode:2011RSPTA.369..842S. doi:10.1098/rsta.2010.0327. 2020년 5월 17일에 원본 문서 (PDF)에서 보존된 문서. 2023년 11월 14일에 확인함.
12. ↑  Pearce, Fred (2007년 3월 7일). 《With Speed and Violence: Why Scientists fear tipping points in Climate Change》 (영어). Boston, Massachusetts: Beacon Press. ISBN 978-0-8070-8576-9. 2023년 11월 14일에 확인함.
13. ↑  寺田, ナイルズ 2021, 19–23쪽.
14. ↑  寺田, ナイルズ 2021, 12쪽.
15. ↑  グルンバッハ 2021, 151쪽.
16. ↑  ロックストローム, クルム 2018, 32쪽.
17. ↑  寺田, ナイルズ 2021, 13쪽.
18. ↑  ロックストローム, クルム 2018, 34-35쪽.
19. ↑  桑田 2017, 3666-3680/7181쪽.
20. ↑  寺田, ナイルズ 2021, 16–17쪽.
21. ↑  ロックストローム, クルム 2018, 2–3쪽.
22. ↑  ロックストローム, クルム 2018, 68–72쪽.
23. ↑  ロックストローム, クルム 2018, 88쪽.
24. ↑  ロックストローム, クルム 2018, 33쪽.
25. ↑  “NASA Global Climate Change - Vital Signs of the Planet - Facts - Carbon Dioxide” (영어). 2016년 11월 7일. 2023년 11월 14일에 확인함.
26. ↑  “Deep ice tells long climate story”. 《BBC News》 (영어). 2006년 9월 4일. 2023년 11월 14일에 확인함. The 'scary thing', [Dr. Wolff] added, was the rate of change now occurring in CO2 concentrations. In the core, the fastest increase seen was of the order of 30 parts per million (ppm) by volume over a period of roughly 1,000 years. The last 30 ppm of increase has occurred in just 17 years. We really are in the situation where we don't have an analogue in our records.
27. ↑  ヴィンス 2015, 320쪽.
28. ↑  ロックストローム, クルム 2018, 95쪽.
29. ↑  “北極圏で前代未聞の38℃を記録、何を意味する？” [북극권에서 전대미문의 38℃ 기록, 무엇을 의미하나?]. 《ナショナルジオグラフィック》 (일본어). 2020년 6월 25일. 2023년 11월 14일에 확인함.
30. 1 2  VOLPICELLI, GIAN (2019년 1월 9일). “牛の「おなら」と「げっぷ」を退治せよ──科学者たちの大真面目な温暖化対策” [소의 「방귀」와 「트림」을 퇴치하라--과학자들의 진지한 온난화 대책]. 《WIRED日本語版》 (일본어). 2023년 11월 14일에 확인함.
31. ↑  “永久凍土の「急速融解」、温暖化への影響は従来説の倍も、研究” [영구동토의 「급속 융해」, 온난화에의 영향은 이전 가설보다 2배까지도, 연구]. 《ナショナルジオグラフィック》 (일본어). 2020년 2월 8일. 2023년 11월 14일에 확인함.
32. ↑  Castree, Noel (2015). “The anthropocene: A primer for geographers”. 《Geography》 (영어) 100: 66. 2018년 7월 29일에 원본 문서 (PDF)에서 보존된 문서. 2023년 11월 14일에 확인함.
33. ↑  林 2017, 2652-2685/7181쪽.
34. ↑  McNeill, J.R. (2012). 〈Global Environmental History: The first 150,000 years〉.   McNeill, J. R.; Mauldin, E.S. 《A Companion to Global Environmental History》 (영어). Wiley-Blackwell. 3–17쪽. ISBN 978-1-444-33534-7.
35. ↑  Leakey, Richard; Lewin, Roger (1995). 《The Sixth Extinction: Patterns of life and the future of humankind》 (영어). London: Doubleday.
36. ↑  Boyle, Alan. “Scientists build case for 'Sixth Extinction' ... and say it could kill us” (영어). NBC News. 2023년 11월 14일에 확인함.
37. 1 2 3 4 5 6  Waters, C.N.;  외. (2016년 1월 8일). “The Anthropocene is functionally and stratigraphically distinct from the Holocene”. 《Science》 (영어) 351 (6269): aad2622. doi:10.1126/science.aad2622. PMID 26744408.
38. 1 2  “国連報告書が世界に「警告」：100万種の生物が絶滅の危機に” [UN 보고서가 세계에 「경고」: 100만 종의 생물이 절멸 위기에]. 《国際連合広報センター》 (일본어). 2019년 5월 10일. 2023년 11월 14일에 확인함.
39. ↑  Sahney, S.; Benton, M. J. & Ferry, P. A. (2010). “Links between global taxonomic diversity, ecological diversity and the expansion of vertebrates on land” (PDF). 《Biology Letters》 (영어) 6 (4): 544?547. doi:10.1098/rsbl.2009.1024. PMC 2936204. PMID 20106856. ... it could be that without human influence the ecological and taxonomic diversity of tetrapods would continue to increase in an exponential fashion until most or all of the available ecospace is filled.
40. ↑  Schiermeier, Quirin (2010). “Ocean greenery under warming stress”. 《Nature》 (영어). doi:10.1038/news.2010.379. 2023년 11월 14일에 확인함.
41. ↑  ヴィンス 2015, 206–207쪽.
42. ↑  ロックストローム, クルム 2018, 95–98쪽.
43. ↑  Bradbury, Roger (2012년 7월 13일). “A world without coral reefs”. Opinion. 《The New York Times》 (영어). 2023년 11월 14일에 확인함.
44. ↑  “Research shows catastrophic invertebrate extinction in Hawai'i and globally” (영어). Phys.org. 2015년 8월 10일. 2023년 11월 14일에 확인함.
45. ↑  Régnier, Claire; Achaz, Guillaume; Lambert, Amaury; Cowie, Robert H.; Bouchet, Philippe & Fontaine, Benoît (2015년 5월 5일). “Mass extinction in poorly known taxa”. 《PNAS》 (영어) 112 (25): 7761–7766. Bibcode:2015PNAS..112.7761R. doi:10.1073/pnas.1502350112. PMC 4485135. PMID 26056308.
46. ↑  Darimont, Chris T.; Fox, Caroline H.; Bryan, Heather M.; Reimchen, Thomas E. (2015년 8월 21일). “The unique ecology of human predators”. 《Science》 (영어) 349 (6250): 858?860. doi:10.1126/science.aac4249. ISSN 0036-8075. PMID 26293961.
47. 1 2  Carrington, Damian (2018년 5월 21일). “Humans just 0.01% of all life but have destroyed 83% of wild mammals – study”. 《The Guardian》 (영어). 2023년 11월 14일에 확인함.
48. ↑  Bar-On, Yinon M; Phillips, Rob; Milo, Ron (2018). “The biomass distribution on Earth”. 《Proceedings of the National Academy of Sciences》 (영어) 115 (25): 6506–6511. doi:10.1073/pnas.1711842115. PMC 6016768. PMID 29784790.
49. ↑  Ceballos, Gerardo; Ehrlich, Paul R; Dirzo, Rodolfo (2017년 5월 23일). “Biological annihilation via the ongoing sixth mass extinction signaled by vertebrate population losses and declines”. 《PNAS》 (영어) 114 (30): E6089–E6096. doi:10.1073/pnas.1704949114. PMC 5544311. PMID 28696295. Much less frequently mentioned are, however, the ultimate drivers of those immediate causes of biotic destruction, namely, human overpopulation and continued population growth, and overconsumption, especially by the rich. These drivers, all of which trace to the fiction that perpetual growth can occur on a finite planet, are themselves increasing rapidly.
50. ↑  Sutter, John D. (2017년 7월 11일). “Sixth mass extinction: The era of 'biological annihilation'” (영어). CN]. 2023년 11월 14일에 확인함.
51. ↑  Baillie, Jonathan; Ya-Ping, Zhang (2018년 9월 14일). “Space for nature”. 《Science》 (영어) 361 (6407): 1051. doi:10.1126/science.aau1397. PMID 30213888.
52. 1 2  “世界の昆虫種の40％が減少、数十年で絶滅の可能性” [세계 곤충종의 40%가 감소, 십수 년 안에 절멸 가능성]. 《ナショナルジオグラフィック》 (일본어). 2019년 2월 18일. 2023년 11월 14일에 확인함.
53. ↑  Harvey, Fiona; Correspondent, Environment (2011년 8월 18일). “Climate change driving species out of habitats much faster than expected”. 《The Guardian》 (영어). 2023년 11월 14일에 확인함.
54. ↑  Nuwer, Rachel (2012년 9월 14일). “From Ancient Deforestation, a Delta Is Born”. 《The New York Times》 (영어). 2023년 11월 14일에 확인함.
55. 1 2  Gaynor, Kaitlyn M.;  외. (2018). “The influence of human disturbance on wildlife nocturnality”. 《Science》 (영어) 360 (6394): 1232–1235. doi:10.1126/science.aar7121. PMID 29903973.
56. ↑  ヴィンス 2015, 59쪽.
57. ↑  Brennan, William (2018년 10월 1일). “When Animals Take the Night Shift”. 《The Atlantic》 (영어). 2023년 11월 14일에 확인함.
58. ↑  “世界中で野生動物が夜行性にシフトしている…人間を恐れて夜の世界に逃げ込んだ動物たち” [전세계에서 야생 동물이 야행성으로 바뀌고 있다…인간을 두려워 하는 밤의 세계로 도망치는 동물들]. 《discoverychannel》 (일본어). 2018년 6월 19일. 2021년 7월 11일에 원본 문서에서 보존된 문서. 2023년 11월 14일에 확인함.
59. ↑  “「消えゆく湖」アラル海に魚と人が戻ってきた” [「사라져가는 호수」 아랄해에 물고기와 사람이 돌아왔다]. 《ナショナルジオグラフィック》 (일본어). 2018년 3월 26일. 2023년 11월 14일에 확인함.
60. ↑  “宇宙から見た「巨大な人工の穴」：露天掘りのギャラリー” [우주에서 본 「거대한 인공 구멍」: 노천 채굴 갤러리]. 《WIRED日本語版》 (일본어). 2009년 10월 28일. 2023년 11월 14일에 확인함.
61. ↑  “北極海で過去最大の海氷融解、メカニズム明らかに”. 《ナショナルジオグラフィック》 (일본어). 2016년 6월 14일. 2023년 11월 14일에 확인함.
62. ↑  “南極の氷融解、40年以内に後戻りできない臨界点到達か、研究” [남극의 빙융해, 40년 안에 되돌릴 수 있는 임계점에 도달할 우려]. 《ナショナルジオグラフィック》 (일본어). 2021년 5월 13일. 2023년 11월 14일에 확인함.
63. ↑  “ノリリスクの油流失事故に対する北極域研究者の緊急オンライン懇談会が開催されました” [노릴스크 경유 유출 사고에 대한 북극 지역 연구자의 긴급 온라인 간담회가 개최되었습니다]. 《国立極地研究所》 (일본어). 2020년 7월 2일. 2023년 11월 14일에 확인함.
64. ↑  Hugonnet, Romain; McNabb, Robert; Berthier, Etienne; Menounos, Brian; Nuth, Christopher (2021년 4월 28일). “Accelerated global glacier mass loss in the early twenty-first century”. 《Nature》 (영어) 592: 726–731. doi:10.1038/s41586-021-03436-z.
65. ↑  “Alliance of Small Island States (AOSIS)”. 《Alliance of Small Island States》 (영어). 2023년 11월 14일에 확인함.
66. ↑  寺田, ナイルズ 2021, 8–10, 66쪽.
67. ↑  Waters, Colin N.; Zalasiewicz, Jan; Summerhayes, Colin; Barnosky, Anthony D.; Poirier, Clément; Gałuszka, Agnieszka; Cearreta, Alejandro; Edgeworth, Matt; Ellis, Erle C. (2016년 1월 8일). “The Anthropocene is functionally and stratigraphically distinct from the Holocene”. 《Science》 (영어) 351 (6269): aad2622. doi:10.1126/science.aad2622. ISSN 0036-8075. PMID 26744408.
68. ↑  ヴィンス 2015, 372–373쪽.
69. ↑  Giosan, L.; Syvitski, J.P.M.; Constantinescu, S.; Day, J. (2014년 12월 3일). “Climate change: Protect the world's deltas”. 《Nature》 (영어) 516. 31–33면. Bibcode:2014Natur.516...31G. doi:10.1038/516031a.
70. ↑  Dixon, Simon J.; Viles, Heather A.; Garrett, Bradley L. (2017년 6월 21일). “Ozymandias in the Anthropocene: The city as an emerging landform”. 《Area》 (영어) 50: 117–125. doi:10.1111/area.12358. ISSN 1475-4762.
71. ↑  Smith, G.K. (April 2016). “Calcite straw stalactites growing from concrete structures”. 《Cave and Karst Science》 (영어) 43 (1): 4–10. 2023년 11월 14일에 확인함.
72. ↑  小野寺, 岡崎 2005.
73. ↑  “マイクロプラスチックはここまで拡散していた” [미세 플라스틱은 여기까지 확산됐다]. 《ナショナルジオグラフィック》 (일본어). 2020년 8월 28일. 2023년 11월 14일에 확인함.
74. ↑  SIMON, MATT (2019년 9월 26일). “マイクロプラスチックは「人新世の遺物」として未来に残り続ける：研究結果” [미세 플라스틱은 「인류의 유산」으로 미래에 계속 남는다: 연구 결과]. 《WIRED日本語版》 (일본어). 2023년 11월 14일에 확인함.
75. ↑  Cabadas-Báez, H.V.; Sedov, S.; Jiménez-Álvarez, S; Leonard, D.; Lailson-Tinoco, B.; García-Moll, R.; Ancona-Aragón, I.; Hernández, L. (2017). “Soils as a source of raw materials for ancient ceramic production in the Maya region of Mexico: Micromorphological insight”. 《Boletín de la Sociedad Geológica Mexicana》 (영어) 70 (1): 21–48. doi:10.18268/BSGM2018v70n1a2.
76. ↑  Carrington, Damian (2016년 8월 31일). “How the domestic chicken rose to define the Anthropocene”. 《The Guardian》 (영어).
77. ↑  Achmon, Yigal; Achmon, Moshe; Dowdy, F. Ryan; Spiegel, Orr; Claypool, Joshua T.; Toniato, Juliano; Simmons, Christopher W. (2018). “Understanding the Anthropocene through the lens of landfill microbiomes”. 《Frontiers in Ecology and the Environment》 (영어) 16 (6): 354–360. doi:10.1002/fee.1819. ISSN 1540-9309.
78. ↑  Turney, Chris S. M.; Palmer, Jonathan; Maslin, Mark A.; Hogg, Alan; Fogwill, Christopher J.; Southon, John; Fenwick, Pavla; Helle, Gerhard; Wilmshurst, Janet M.; McGlone, Matt; Bronk Ramsey, Christopher; Thomas, Zo?; Lipson, Mathew; Beaven, Brent; Jones, Richard T.; Andrews, Oliver; Hua, Quan (2018). “Global peak in atmospheric radiocarbon provides a potential definition for the onset of the Anthropocene Epoch in 1965”. 《Scientific Reports》 (영어) 8 (1): 3293. Bibcode:2018NatSR...8.3293T. doi:10.1038/s41598-018-20970-5. PMC 5818508. PMID 29459648.
79. ↑  “ヒトの胎盤内から黒色炭素粒子を検出、大気汚染が影響か 研究” [사람의 태반 내에서도 블랙카본 입자 검출, 대기 오염이 원인인지 연구]. 《AFP통신》 (일본어). 2019년 9월 18일. 2023년 11월 14일에 확인함.
80. 1 2  “Was first nuclear test the start of new human-dominated epoch, the Anthropocene?”. News Center (영어). University of California, Berkeley. 2015년 1월 16일. 2015년 4월 14일에 원본 문서에서 보존된 문서. 2023년 11월 14일에 확인함.
81. ↑  Edgeworth, Matt; Richter, Dan de B.; Waters, Colin; Haff, Peter; Neal, Cath; Price, Simon James (2015년 4월 1일). “Diachronous beginnings of the Anthropocene: The lower bounding surface of anthropogenic deposits”. 《The Anthropocene Review》 (영어) 2 (1): 33–58. doi:10.1177/2053019614565394. ISSN 2053-0196.
82. ↑  Broecker, Wallace S.; Stocker, Thomas F. (2006). “The Holocene CO2 rise: Anthropogenic or natural?”. 《Eos, Transactions American Geophysical Union》 (영어) 87 (3): 27. doi:10.1029/2006EO030002. ISSN 2324-9250.
83. ↑  Certini, Giacomo; Scalenghe, Riccardo (April 2015). “Is the Anthropocene really worthy of a formal geologic definition?”. 《The Anthropocene Review》 (영어) 2 (1): 77–80. doi:10.1177/2053019614563840. ISSN 2053-0196.
84. ↑  Boyle, J.F.; Gaillard, M.-J.; Kaplan, J.O. & Dearing, J.A. (2011). “Modelling prehistoric land use and carbon budgets: A critical review”. 《The Holocene》 (영어) 21 (5): 715–722. Bibcode:2011Holoc..21..715B. doi:10.1177/0959683610386984.
85. ↑  Certini, G. & Scalenghe, R. (2015). “Holocene as Anthropocene”. 《Science》 (영어) 349 (6245): 246. doi:10.1126/science.349.6245.246-a. PMID 26185234.
86. ↑  Ruddiman, William F. (2003). “The anthropogenic greenhouse era began thousands of years ago” (PDF). 《Climatic Change》 (영어) 61 (3): 261–293. CiteSeerX 10.1.1.651.2119. doi:10.1023/B:CLIM.0000004577.17928.fa. 2014년 4월 16일에 원본 문서 (PDF)에서 보존된 문서.
87. ↑  Doughty, C.E.; Wolf, A.; Field, C.B. (2010). “Biophysical feedbacks between the Pleistocene megafauna extinction and climate: The first human-induced global warming?”. 《Geophysical Research Letters》 (영어) 37 (L15703): L15703. Bibcode:2010GeoRL..3715703D. doi:10.1029/2010GL043985.
88. ↑  Certini, G. & Scalenghe, R. (2011). “Anthropogenic soils are the golden spikes for the Anthropocene”. 《The Holocene》 (영어) 21 (8): 1269–1274. Bibcode:2011Holoc..21.1269C. doi:10.1177/0959683611408454.
89. ↑  シェメル 2021, 471쪽.
90. ↑  安田 1997, 103–104, 108–109쪽.
91. ↑  安田 1997.
92. ↑  瀬口 1998, 4–6쪽.
93. ↑  瀬口 1998.
94. ↑  Hong, S.; Candelone, J-P.; Patterson, C.C. & Boutron C.F. (1994). “Greenland ice evidence of hemispheric lead pollution two millennia ago by Greek and Roman civilizations”. 《Science》 (영어) 265 (5180): 1841?1843. doi:10.1126/science.265.5180.1841. PMID 17797222.
95. ↑  イェンセン 2017, 1312-1320/7181쪽.
96. ↑  David Biello. “A new proposal pegs the start of the Anthropocene to the little ice age and the Columbian Exchange” (영어). 2023년 11월 14일에 확인함.
97. ↑  ポメランツ 2015, 304쪽.
98. ↑  Lewis, Simon L.; Maslin, Mark A. 《Human planet : how we created the anthropocene》 (영어). UK. ISBN 9780241280881. OCLC 1038430807.
99. ↑  イェンセン 2017, 1309/7181쪽.
100. ↑  山本 2017, 15–17쪽.
101. ↑  石 2011, 36–38쪽.
102. ↑  桑田 2017, 3539-3547/7181쪽.
103. ↑  Lovelock, James. 《Novacene : the coming age of hyperintelligence》 (영어). Appleyard, Bryan,. London. ISBN 9780241399361. OCLC 1104037419.
104. ↑  Crutzen, P.J. & Stoermer, E.F. (2000). “The 'Anthropocene'”. 《Global Change Newsletter》 (영어) 41: 17–18.
105. ↑  Earth System Research Laboratory. “NOAA/ESRL Global Monitoring Division - The NOAA annual greenhouse gas index (AGGI)”. 《esrl.noaa.gov》 (영어). 2023년 11월 14일에 확인함.
106. ↑  Douglas, I.; Hodgson, R. & Lawson, N. (2002). “Industry, environment and health through 200 years in Manchester”. 《Ecological Economics》 (영어) 41 (2): 235–255. doi:10.1016/S0921-8009(02)00029-0.
107. ↑  Kirch, P.V. (2005). “The Holocene record”. 《Annual Review of Environment and Resources》 (영어) 30 (1): 409–440. doi:10.1146/annurev.energy.29.102403.140700.
108. ↑  石 2011, 33쪽.
109. ↑  石 2011, 153쪽.
110. ↑  工藤 1975.
111. ↑  石 2011, 103–106쪽.
112. 1 2  石 2011, 32–35쪽.
113. ↑  石 2011, 39쪽.
114. ↑  マルム, ホアンボー 2017, 4215-4222/7181쪽.
115. ↑  “Kamei,O., et al., "Museums in the Anthropocene: Toward the History of Humankind within Biosphere & Technosphere", 2016” (PDF) (영어). National Museum of Nature and Science. 2023년 11월 14일에 확인함.
116. 1 2  ボヌイユ, フレソズ 2018, 292–293쪽.
117. 1 2 3 4  Subramanian, Meera (2019년 5월 21일). “Anthropocene now: Influential panel votes to recognize Earth's new epoch”. 《Nature》 (영어). doi:10.1038/d41586-019-01641-5. 2023년 11월 14일에 확인함.
118. 1 2  藤田慎一 (1998년 6월). “東アジアの酸性雨 ―問題の経緯, 研究の現状, 今後の課題―” [동아시아의 산성비 - 문제의 경위, 연구의 현상, 향후의 과제 -]. 《水利化学》 (일본어) (森林科学研究所) 42 (2): 1–24. 2023년 11월 14일에 확인함.
119. 1 2  “Results of binding vote by AWG”. Anthropocene Working Group (영어). International Commission on Stratigraphy. 2019년 5월 21일. 2019년 6월 5일에 원본 문서에서 보존된 문서. 2023년 11월 14일에 확인함.
120. ↑  奥野 2017, 2237-2267/7181쪽.
121. ↑  イェンセン 2017, 1089/7181쪽.
122. ↑  ハイザ 2017, 253–254쪽.
123. 1 2  “Kamei,O., et al., "Museums in the Anthropocene: Toward the History of Humankind within Biosphere & Technosphere", 2016” (PDF) (영어). National Museum of Nature and Science. 2023년 11월 14일에 확인함.
124. ↑  “Symposium "Revisionist ontologies for law and human rights in the Anthropocene"” (영어). University of Strathclyde. 2021년 12월 4일에 원본 문서에서 보존된 문서. 2023년 11월 14일에 확인함.
125. ↑  “Online! Open Humanities Lab Symposium: New Humanities & the Anthropocene” (영어). KTH Royal Institute of Technology. 2023년 11월 14일에 확인함.
126. ↑  ボヌイユ, フレソズ 2018, 220–221쪽.
127. ↑  ボヌイユ, フレソズ 2018, 222–223쪽.
128. ↑  桑田 2017, 3608/7181쪽.
129. ↑  “'The Anthropocene' viewed from Vernadsky's Noosphere” (영어). Larouche Pac. 2016년 2월 29일. 2023년 11월 14일에 확인함.[깨진 링크(과거 내용 찾기)]
130. ↑  《Doklady: Biological sciences sections, Volumes 132-135》 (영어), Akademii͡a nauk SSSR, 1962
131. 1 2  寺田, ナイルズ 2021, 36–37쪽.
132. ↑  グルンバッハ 2021, 150쪽.
133. ↑  寺田, ナイルズ 2021, 33–37쪽.
134. 1 2  Edwards, Lucy E. (2015년 11월 30일). “What is the Anthropocene?”. 《Eos》 (영어) 96. doi:10.1029/2015EO040297.
135. ↑  Zalasiewicz, J.;  외. (2010). “The new world of the Anthropocene”. 《Environmental Science & Technology》 (영어) 44 (7): 2228–2231. Bibcode:2010EnST...44.2228Z. doi:10.1021/es903118j. PMID 20184359.
136. ↑  寺田, ナイルズ 2021, 45–46쪽.
137. ↑  “Subcommission on Quaternary Stratigraphy - Working Group on the 'Anthropocene'” (영어). International Commission on Stratigraphy. 2023년 11월 14일에 확인함.
138. 1 2  Carrington, Damian (2016년 8월 29일). “The Anthropocene epoch: Scientists declare dawn of human-influenced age”. 《The Guardian》 (영어). 2023년 11월 14일에 확인함.
139. 1 2  Dvorsky, George. “New evidence suggests human beings are a geological force of nature”. 《Gizmodo.com》 (영어). 2023년 11월 14일에 확인함.
140. ↑  “Subcomission on Quaternary Stratigraphy, ICS " Working Groups”. 《quaternary.stratigraphy.org》 (영어). 2023년 11월 14일에 확인함.
141. 1 2  Meyer, Robinson (2019년 4월 16일). “The cataclysmic break that (maybe) occurred in 1950”. 《The Atlantic》 (영어). 2023년 11월 14일에 확인함.
142. ↑  Davison, Nicola (2019년 5월 30일). “The Anthropocene epoch: Have we entered a new phase of planetary history?”. 《The Guardian》 (영어). 2023년 11월 14일에 확인함.
143. ↑  Scranton, Roy (2013년 11월 10일). “Learning how to die in the Anthropocene”. Opinionator. 《The New York Times》 (영어). 2023년 11월 14일에 확인함.
144. ↑  Colebrook, Claire (2014년 1월 27일). “The Anthropocene and the Archive”. 《The Memory Network: Exchanges》 (영어). 2016년 3월 3일에 원본 문서에서 보존된 문서. 2023년 11월 14일에 확인함.
145. ↑  Nowviskie, Bethany (2014년 7월 10일). “Digital humanities in the anthropocene”. 《nowviskie.org》 (영어). 2023년 11월 14일에 확인함.
146. ↑  Ronda, Margaret (2013년 6월 10일). “Mourning and Melancholia in the Anthropocene”. 《Post45》 (영어). 2023년 11월 14일에 확인함.
147. ↑  Malm, Andreas (March 2015). “The Anthropocene Myth”. 《Jacobin》 (영어).
148. ↑  桑田 2017, 3563-3588/7181쪽.
149. ↑  ハイザ 2017, 256–257쪽.
150. ↑  奥野 2017, 2217-2223/7181쪽.
151. ↑  飯田, 北野, 依田 2017, 3176/7181쪽.
152. ↑  ハラウェイ 2017, 2849-2859/7281쪽.
153. ↑  飯田, 北野, 依田 2017, 3147, 3181-3229/7281쪽.
154. ↑  ハイザ 2017, 258쪽.
155. ↑  ハイザ 2017, 258–259쪽.
156. ↑  Anderson, Ross (2015년 11월 30일). “Nature has lost its meaning”. 《The Atlantic》 (영어).
157. 1 2  マルム, ホアンボー 2017, 4320-4327/7181쪽.
158. ↑  Hannah Ritchie; Max Roser (2019년 9월 20일). “Access to Energy”. 《Our World In Data》 (영어).
159. ↑  ボヌイユ, フレソズ 2018, 300–301쪽.
160. ↑  ボヌイユ, フレソズ 2018, 299–300쪽.
161. ↑  バナジー, デュフロ 2020, 4544-4551/8512쪽.
162. ↑  ホンラダロン 2021, 182–183쪽.
163. ↑  マルム, ホアンボー 2017, 4320-4329/7181쪽.
164. ↑  Grinspoon, David (2016년 12월 20일). “Welcome to Terra Sapiens”. 《Aeon Essays》 (영어). 2023년 11월 14일에 확인함.
165. ↑  Michael, Samways (1999). “Translocating fauna to foreign lands: Here comes the Homogenocene”. 《Journal of Insect Conservation》 (영어) 3 (2): 65–66. doi:10.1023/A:1017267807870.
166. 1 2  ハラウェイ 2019.
167. ↑  Moore, Jason W., 편집. (2016). 《Anthropocene or Capitalocene? Nature, history, and the crisis of capitalism》 (영어). Oakland: PM Press. ISBN 978-1629631486.
168. ↑  Davies, Jeremy (2016). 《The Birth of the Anthropocene》 (영어). Oakland, California: University of California Press. 94–95쪽. ISBN 9780520289970.
169. ↑  ハイザ 2017, 257–258쪽.

## 참고 문헌
- Cox, George William (1999년 9월 1일). 《Alien Species in North America and Hawaii: Impacts on Natural Ecosystems》 (영어). Washington, D.C.: Island Press. ISBN 1559636793. OCLC 232696691.
- 《「現代思想」2017年12月号 人新世 ―地質年代が示す人類と地球の未来―》. 青土社. 2017.
  - 有賀暢迪. 《地質学的時空間における科学技術史の変容》.
  - 飯田麻結; 北野圭介; 依田富子. 《誰が人新世を語ることができるのか――人新世・人文学・フェミニズムの変容》.
  - C・B・イェンセン. 《地球を考える――「人新世」における新しい学問分野の連携に向けて》.
  - 大村敬一. 《宇宙をかき乱す世界の肥やし――カナダ・イヌイトの先住民運動から考えるアンソロポシーン状況での人類の未来》.
  - 奥野克巳. 《明るい人新世、暗い人新世――マルチスピーシーズ民族誌から眺める》.
  - 桑田学. 《人新世と気候工学》.
  - 林竜馬. 《変動する森から見つめる "人新世"》.
  - ダナ・ハラウェイ. 《人新世、資本新世、植民新世、クトゥルー新世――類縁関係をつくる》. 번역 高橋さきの.
  - アンドレアス・マルム; アルフ・ホアンボー. 《人類の地質学？――人新世ナラティヴ批判》. 번역 西亮太.
- 野田研一; 山本洋平; 森田系太郎, 편집. (2017). 《環境人文学Ⅱ 他者としての自然》. 勉誠出版.
  - ウルズラ・K・ハイザ. 《未来の種、未来の住み処（すみか）―環境人文学序説》. 번역 森田系太郎.
- 寺田匡宏, ダニエル・ナイルズ, 편집. (2021). 《人新世を問う - 環境、人文、アジアの視点》. 京都大学学術出版会.
  - ステファン・グルンバッハ. 《デジタル・コントロールと地球のエコシステム - 東アジア発・人新世的ガバナンスは可能か》.
  - マティアス・シェメル. 《科学のグローバル・ヒストリーから見る人新世》.
  - 寺田匡宏. 《人新世と「フォース（力）」 - 歴史における自然、人為、「なる」の原理とその相剋》.
  - 寺田匡宏, ダニエル・ナイルズ. 《人新世（アンソロポシーン）をどう考えるか》.
  - ソーラット・ホンラダロン. 《人新世と物質的解釈学 - タイ大洪水に組み込まれた政治》.
  - クリストフ・ロゾル. 《知の共通基盤に向かって - 「人新世カリキュラム」という実験》.
- 石弘之 (2011), 《名作の中の地球環境史》, 岩波書店
- 伊東多佳子 (2020). “急激に加速する人間の活動による気候変動の時代における芸術と環境美学”. 《シェリング年報》 (日本シェリング協会) 28: 13–22.
- Gaia Vince (2015), 《人類が変えた地球: 新時代アントロポセンに生きる》, 번역 小坂恵理, 化学同人(원서 Gaia Vince (2014), 《Adventures in the Anthropocene: A Journey to the Heart of the Planet We Made》, Penguin Books)
- 緒方俊雄 (2002). “教養番組「知の回廊」58「地球環境と生態経済学」”. 《経済学論纂》 (中央大学) 42 (5).
- 小野寺彩子; 岡崎惠視 (2005년 9월). “コンクリートつららの教材化の基礎研究 : 生物石灰化機構, 及び石灰岩を通した大気中のCO_2循環のモデル”. 《東京学芸大学紀要. 自然科学系》 57: 41–56.
- 工藤雄一 (1975). “公害法 (一八六三年アルカリ工場規制法) の成立：イギリス公害史研究の一階梯”. 《社会経済史学》 (社会経済史学会) 40 (6): 576–606.
- 新星出版社編集部, 편집. (2005년 11월 1일). 《徹底図解 宇宙のしくみ―太陽系の星々から137億年彼方の宇宙の始まりまで》. カラー版徹底図解. 新星出版社. ISBN 4-405-10651-7. OCLC 675978419.
- 杉山昌広 (2011), 《気候工学入門 - 新たな温暖化対策ジオエンジニアリング》, 日刊工業新聞社
- 杉山昌広,; 西岡純,; 藤原正智 (2011). “気候工学(ジオエンジニアリング)” (PDF). 日本気象学会: 1–24.
- 杉山昌広 (2017). “技術で地球は変えられるか？ 〜気候工学(ジオエンジニアリング)〜”. 《計測と制御》 (計測自動制御学会) 56 (5): 366–369.
- 瀬口昌久 (1998). “コスモスの回復―プラトン『クリティアス』における自然環境荒廃の原因”. 《Litteratura》 (名古屋工業大学言語文化講座) 19: 1–11. ISSN 0389-3197.
- 豊里真弓 (2015). “環境人文学と文学研究”. 《文化と言語 : 札幌大学外国語学部紀要》 (札幌大学地域共創学群) 82: 103–112.
- アビジット・V・バナジー; エステル・デュフロ (2020), 《絶望を希望に変える経済学 - 社会の重大問題をどう解決するか》, 번역 村井章子, 日経BP(원서 Abhijit Vinayak Banerjee; Esther Duflo (2019), 《Good Economics for Hard Times》, PublicAffairs)
- ダナ・ハラウェイ; サラ・フランクリン (2019). 번역 逆卷しとね. “子どもではなく類縁関係をつくろう──サイボーグ、伴侶種、堆肥体、クトゥルー新世｜ダナ・ハラウェイが次なる千年紀に向けて語る”. 《hagazine》.
- 福士正博 (2018). “持続可能な消費：二つのバージョン（完）”. 《東京経大学会誌（経済学）》 (東京経済大学経済学会) 297: 217–237. ISSN 1348-6403.
- Christophe Bonneuil; Jean-Baptiste Fressoz (2018), 《人新世とは何か ―〈地球と人類の時代〉の思想史》, 번역 野坂しおり, 青土社(원서 Christophe Bonneuil; Jean-Baptiste Fressoz (2013), 《L'événement anthropocène : La Terre, l'histoire et nous》, Seuil)
- ケネス・ポメランツ (2015), 《大分岐 - 中国、ヨーロッパ、そして近代世界経済の形成》, 번역 川北稔監, 名古屋大学出版会(원서 Pomeranz, Kenneth L. (2000), 《The great divergence: China, Europe, and the making of the modern world economy》)
- 毛利三彌 (2017). “イプセン作『人民の敵』(En folkefiende) : 異文化社会学的視点”. 《成城文藝》 (成城大学文芸学部) (240): 103–139. ISSN 0286-5718. NAID 40021274036.
- 安田喜憲 (1997). “東西の神話にみる森のこころ”. 《国際日本文化研究センター紀要》 (国際日本文化研究センター) 16: 101–123. ISSN 0915-0900.
- 山本紀夫 (2017), 《コロンブスの不平等交換 作物・奴隷・疫病の世界史》, 角川選書, KADOKAWA
- ヨハン・ロックストローム; マティアス・クルム (2018), 《小さな地球の大きな世界 プラネタリー・バウンダリーと持続可能な開発》, 번역 谷淳也; 森秀行, 丸善出版(원서 Johan Rockström; Mattias Klum (2015), 《Big World Small Planet - Abundance within Planetary Boundaries》, Yale University Press)
- 塩田弘; 松永京子; 浅井千晶; 伊藤詔子; 大野美砂; 上岡克己; 藤江啓子, 편집. (2017). 《エコクリティシズムの波を超えて - 人新世の地球を生きる》. 勉誠出版.
- エミリー・セキネ (2021), 〈まずは火山を愛すること - 日本における地質学的親近感の形成〉,   寺田匡宏; ダニエル・ナイルズ, 《人新世を問う - 環境、人文、アジアの視点》, 京都大学学術出版会
- ミッシェル・セール (1994), 《自然契約》, 叢書ウニベルシタス, 번역 及川馥; 米山親能, 法政大学出版局(원서 Michel Serres (1990), 《Le Contrat naturel》)
- ロハン・デスーザ (2021), 〈炭素の森と紛争の河 - 南アジアの歴史叙述から見た人新世〉,   寺田匡宏; ダニエル・ナイルズ, 《人新世を問う - 環境、人文、アジアの視点》, 京都大学学術出版会
- デイビッド・ファリアー (2021), 《FOOTPRINTS（フットプリント）　未来から見た私たちの痕跡》, 번역 東郷えりか, 東洋経済新報社(원서 David Farrier (2020), 《Footprints: In Search of Future Fossils》, Fourth Estate)
- Anna Tsing; Heather Swanson; Nils Bubandt; Elaine Gan, 편집. (2017), 《Arts of Living on a Damaged Planet: Ghosts and Monsters of the Anthropocene》, Univ Of Minnesota Press